# Cuenca (España)
Cuenca es un municipio y ciudad española perteneciente a la comunidad autónoma de Castilla-La Mancha y capital de la provincia homónima. Está situada algo al norte del centro geográfico de la provincia, a una altitud media de 946 m sobre el nivel del mar y su extenso término municipal, de unos 911 km², es uno de los mayores de España. El municipio cuenta con una población empadronada de 53 429 habitantes (INE 2024).
Aunque en los alrededores de la ciudad se tiene constancia de población desde el Paleolítico Superior, no es hasta la conquista musulmana cuando se construye la fortaleza de Qūnka, que dio origen a la ciudad actual. Esta se contaba, en origen, entre las otras tantas de la cora de Santaver (Ercávica), pero fue ganando importancia paulatinamente. El rey cristiano Alfonso VIII la conquistó en 1177 y le otorgó el Fuero de Cuenca, uno de los más prestigiosos de la historia de Castilla. Su economía se centró en la industria textil, de gran renombre durante los siglos XV y XVI, lo que produjo una gran actividad constructiva. Sin embargo, la pañería se hundió en el siglo XVII, conllevando una drástica pérdida de población, que fue recuperándose a lo largo del siglo siguiente. En 1833 se convirtió en la capital de la nueva provincia de Cuenca, aunque las agitaciones del periodo hicieron que la ciudad se mantuviera en estado precario hasta bien entrado el siglo XX. En la actualidad, la economía se centra sobre todo en el turismo, potenciado desde que en 1996 su casco antiguo fuese declarado Patrimonio de la Humanidad.
Cuenca conserva un importante patrimonio histórico y arquitectónico en toda la ciudad antigua, donde destacan edificios como la catedral o las Casas Colgadas, que se han convertido en el icono de la ciudad. Se caracteriza también por poseer un buen número de museos (más de diez) en el reducido espacio del casco antiguo. Destacan el Museo de Arte Abstracto Español, el Museo de las Ciencias de Castilla-La Mancha, el Museo Paleontológico de Castilla-La Mancha y el Museo de Cuenca. Entre los principales eventos culturales se encuentran la Semana Santa y la Semana de Música Religiosa.

## Toponimia
El topónimo Cuenca procede de la forma latina tardía conca (latín clásico: concha, -ae), con el significado metonímico de «valle profundo entre montes», con paralelismos en otros topónimos españoles. Si bien la primera forma documentada del lugar (y primera mención histórica del mismo) nos viene en el s. IX en su forma árabe قونكة (Qūnkatu), esta palabra es inexplicable (y morfológicamente imposible) desde la lengua árabe, por lo que claramente es una adaptación de un topónimo anterior, que en este caso no tenemos documentado (hay muchos ejemplos similares en toda la península), pero que es previsiblemente el que hemos indicado al principio. Este nombre en origen fue aplicado sólo a la alcazaba, situada donde hoy se levantan los restos del castillo, y posteriormente se extendió al conjunto de la ciudad.

## Símbolos

### Títulos
Cuenca ostenta la categoría histórica de ciudad, con los títulos de «Muy Noble, Muy Leal, Fidelísima y Heroica». Obtuvo el título de «Ciudad» de Alfonso X en 1257, y los de «Muy Noble y Muy Leal» en 1465, de mano de Enrique IV. Tras la Guerra de Sucesión, en la que Cuenca luchó a favor de Felipe V, este le otorgó los títulos de «Fidelísima y Heroica».

### Escudo
El escudo de Cuenca se describe heráldicamente de la siguiente manera: En un campo de gules (rojo), un cáliz de oro sumado de una estrella de ocho puntas de plata. Al timbre corona real antigua, abierta, compuesta por un círculo de oro engastado de piedras preciosas que sostiene ocho florones, visibles cinco, interpolado de perlas. Tradicionalmente, se ha explicado esta composición suponiendo que estas fueran las armas entregadas por Alfonso VIII a la ciudad, significando el rojo la sangre que conllevó la toma de la ciudad, la estrella por haber comenzado el sitio el día de la Epifanía y el cáliz por haberse consumado este el día de san Mateo. No obstante, la investigación heráldica ha confirmado que, en una primera etapa, el cáliz no sería tal sino un cuenco, arma parlante de Cuenca al menos desde tiempos de Alfonso X. En tiempos de los Reyes Católicos, se extiende la costumbre de modificar los emblemas tradicionales por otros más ornados, por lo que el cuenco se transforma en cáliz. La estrella quizás tenga su origen en el emblema del reino de Toledo, habiendo variado el número de sus puntas entre seis y ocho a lo largo de los siglos. También está la leyenda de que, el 6 de enero de 1177 cuando el rey Alfonso VIII asediaba la ciudad para liberarla de los árabes, se apareció la Virgen en forma de luminaria celeste. De hecho, sus reiterados paseos por el campamento de Alfonso VIII, y después de dos reconocimientos, la convertirían en la patrona de la ciudad, Nuestra Señora de la Luz, y en el nuevo escudo de Cuenca figuraría una estrella flotando sobre un cáliz.

## Geografía

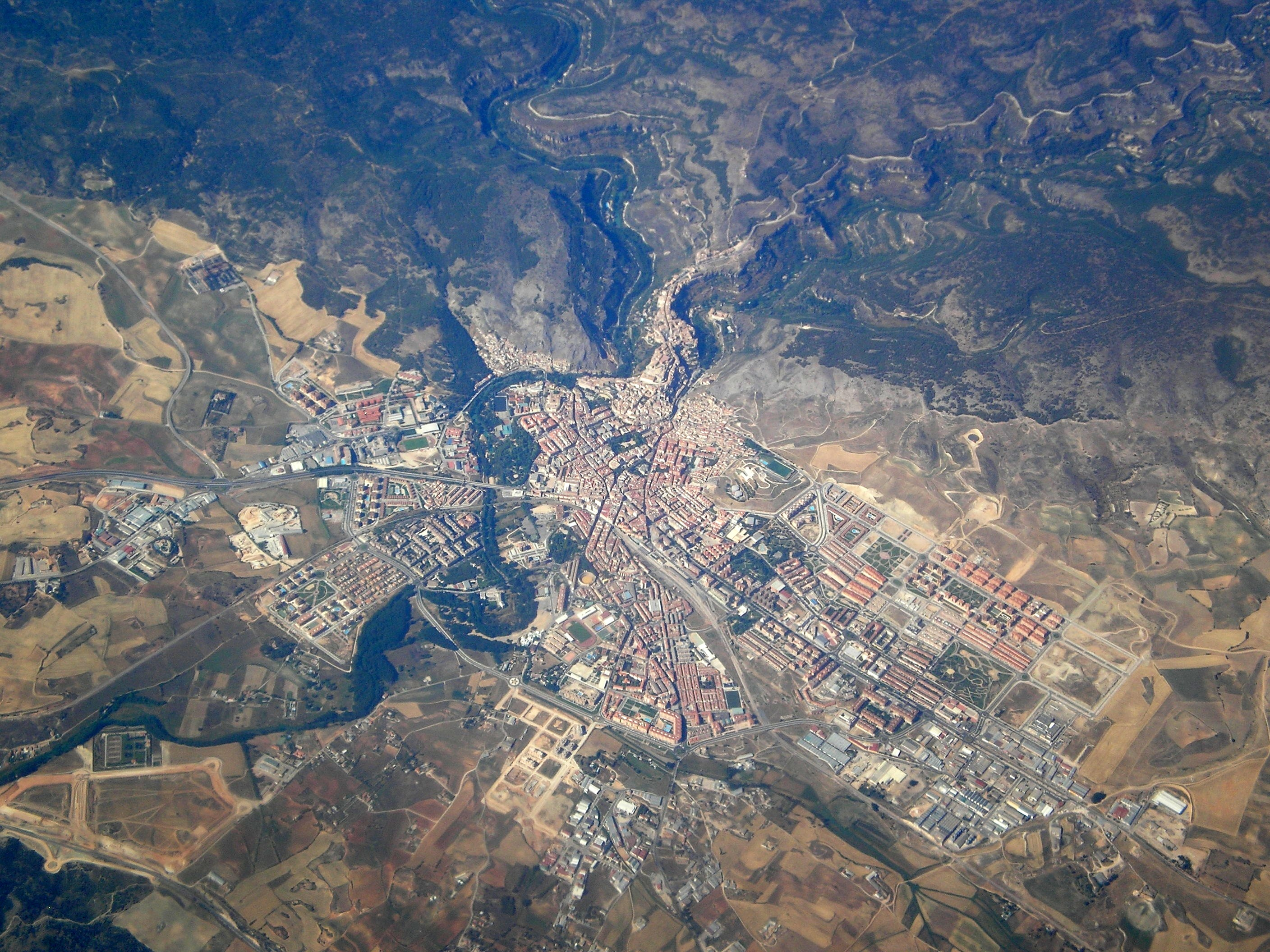
Vista aérea de Cuenca

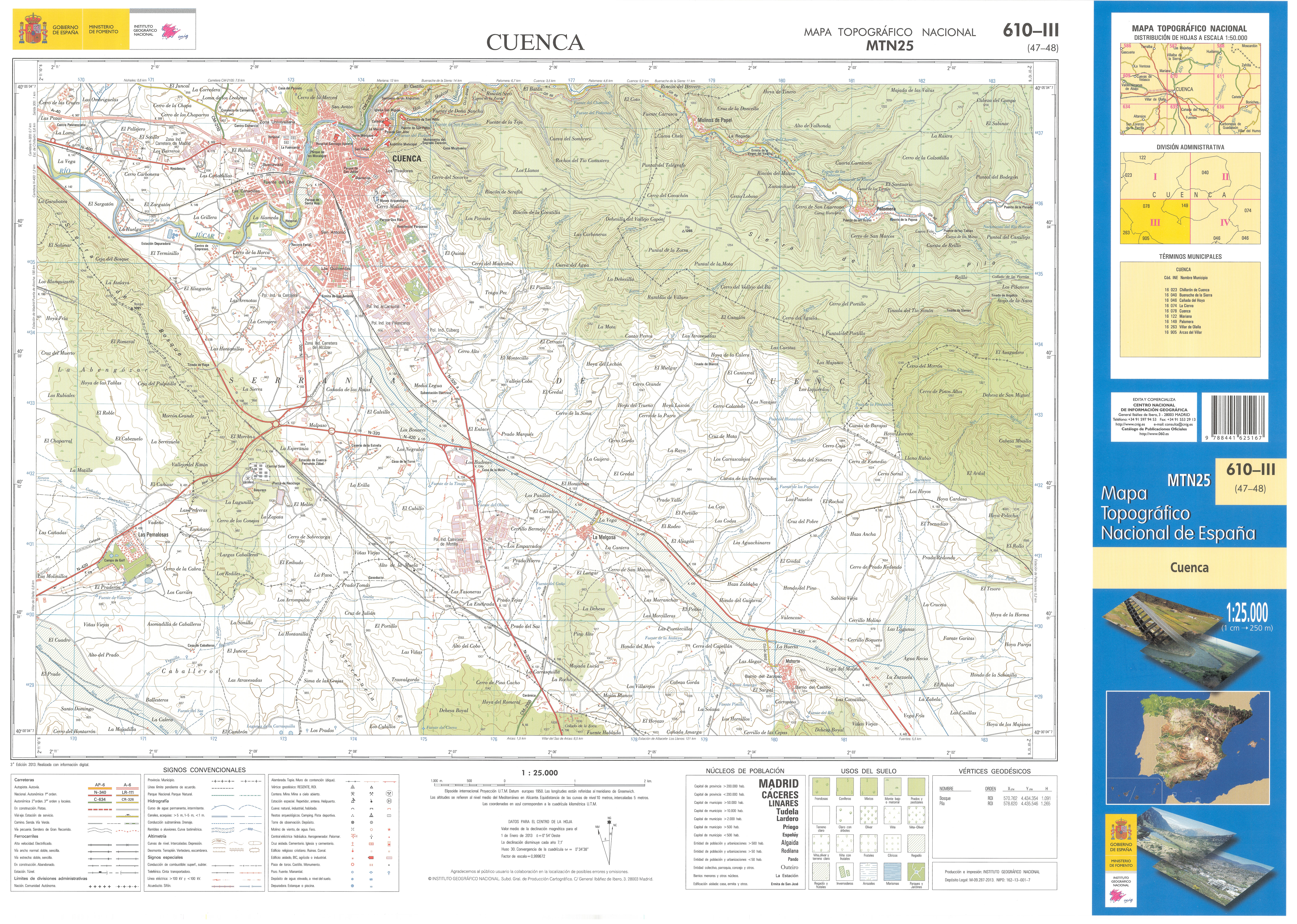
Hoja 610-III del Mapa Topográfico Nacional correspondiente a Cuenca

La ciudad de Cuenca se divide en dos zonas bien diferenciadas: la ciudad antigua y la ciudad nueva. La primera está situada sobre un cerro rocoso bordeado por las hoces del río Júcar al norte y su afluente el río Huécar al sur. Este último río desemboca en la parte baja de la ciudad antigua, un poco antes del llamado puente de San Antón. Al oeste y sur de la ciudad antigua, y separada por el río Huécar, se extiende la ciudad nueva en dirección N-S, con su centro neurálgico en la calle de Carretería. El centro de la ciudad se encuentra a 997 m sobre el nivel del mar. La altitud de la ciudad (la zona urbana) oscila entre los 920 m de altitud de la ciudad nueva y los poco más de 1020 m de la parte más alta de la ciudad antigua. Sin embargo, la altitud del municipio varía entre los 869 m en el último tramo del río Júcar en el municipio, hasta los 1864 m en el cerro Mogorrita, coincidiendo con el punto más alto de la provincia de Cuenca y situado al norte de la misma, en la serranía de Cuenca y a unos 43 km de la ciudad.
| Noroeste: Fuertescusa, Fresneda de la Sierra y Castillejo-Sierra                                                                | Norte: Beteta, Santa María del Val, Lagunaseca, Masegosa y Checa (Guadalajara) | Nordeste: El Vallecillo (Teruel) y Zafrilla |
| Oeste: Las Majadas, Uña, Villalba de la Sierra, Mariana, Bascuñana de San Pedro, Villar de Domingo García y Chillarón de Cuenca |                                                                                | Este: Huélamo, Valdemoro-Sierra y Beamud    |
| Suroeste: Fuentenava de Jábaga y Abia de la Obispalía                                                                           | Sur: Villar de Olalla, Arcas, Fuentes y Cañada del Hoyo                        | Sureste: La Cierva                          |

### Clima
De acuerdo con la clasificación climática de Köppen, el clima de Cuenca es mediterráneo (Csa), pudiéndose considerar mediterráneo continentalizado de acuerdo con otras fuentes, por tener una amplitud térmica notablemente mayor que en la costa. Las temperaturas son frías en invierno y suaves en verano, y una importante oscilación térmica diaria durante todo el año, más acusada en los meses cálidos, en especial los estivales. Las precipitaciones son más abundantes que en su entorno[cita requerida] debido a la terreno montañoso de la serranía de Cuenca, por lo que se sitúan en torno a los 500 mm anuales. Presenta un mínimo de lluvias en los meses de verano. Los récords de temperatura registrados en el Observatorio de Cuenca son los 39,7 °C del 10 de agosto de 2012 y los -17,8 °C del 3 de enero de 1971, lo que le atribuye una oscilación térmica absoluta de 57,5 °C.
| Parámetros climáticos promedio de Observatorio de Cuenca (949 m s. n. m.) (periodo de referencia: 1991-2020, extremos: 1955-presente) | Parámetros climáticos promedio de Observatorio de Cuenca (949 m s. n. m.) (periodo de referencia: 1991-2020, extremos: 1955-presente) | Parámetros climáticos promedio de Observatorio de Cuenca (949 m s. n. m.) (periodo de referencia: 1991-2020, extremos: 1955-presente) | Parámetros climáticos promedio de Observatorio de Cuenca (949 m s. n. m.) (periodo de referencia: 1991-2020, extremos: 1955-presente) | Parámetros climáticos promedio de Observatorio de Cuenca (949 m s. n. m.) (periodo de referencia: 1991-2020, extremos: 1955-presente) | Parámetros climáticos promedio de Observatorio de Cuenca (949 m s. n. m.) (periodo de referencia: 1991-2020, extremos: 1955-presente) | Parámetros climáticos promedio de Observatorio de Cuenca (949 m s. n. m.) (periodo de referencia: 1991-2020, extremos: 1955-presente) | Parámetros climáticos promedio de Observatorio de Cuenca (949 m s. n. m.) (periodo de referencia: 1991-2020, extremos: 1955-presente) | Parámetros climáticos promedio de Observatorio de Cuenca (949 m s. n. m.) (periodo de referencia: 1991-2020, extremos: 1955-presente) | Parámetros climáticos promedio de Observatorio de Cuenca (949 m s. n. m.) (periodo de referencia: 1991-2020, extremos: 1955-presente) | Parámetros climáticos promedio de Observatorio de Cuenca (949 m s. n. m.) (periodo de referencia: 1991-2020, extremos: 1955-presente) | Parámetros climáticos promedio de Observatorio de Cuenca (949 m s. n. m.) (periodo de referencia: 1991-2020, extremos: 1955-presente) | Parámetros climáticos promedio de Observatorio de Cuenca (949 m s. n. m.) (periodo de referencia: 1991-2020, extremos: 1955-presente) | Parámetros climáticos promedio de Observatorio de Cuenca (949 m s. n. m.) (periodo de referencia: 1991-2020, extremos: 1955-presente) |
| Mes | Ene. | Feb. | Mar. | Abr. | May. | Jun. | Jul. | Ago. | Sep. | Oct. | Nov. | Dic. | Anual |
| --- | --- | --- | --- | --- | --- | --- | --- | --- | --- | --- | --- | --- | --- |
| Temp. máx. abs. (°C) | 24.0 | 24.5 | 26.9 | 32.3 | 35.1 | 39.2 | 40.9 | 41.5 | 38.2 | 32.9 | 25.5 | 22.2 | 41.5 |
| Temp. máx. media (°C) | 10.2 | 11.9 | 15.3 | 17.4 | 22.1 | 27.9 | 31.9 | 31.5 | 25.9 | 19.9 | 13.7 | 10.9 | 19.9 |
| Temp. media (°C) | 5.1 | 6.2 | 9.1 | 11.3 | 15.5 | 20.7 | 24.2 | 23.9 | 19.1 | 14.0 | 8.6 | 5.8 | 13.6 |
| Temp. mín. media (°C) | 0.0 | 0.4 | 2.9 | 5.2 | 8.9 | 13.4 | 16.4 | 16.4 | 12.3 | 8.2 | 3.4 | 0.7 | 7.3 |
| Temp. mín. abs. (°C) | -17.8 | -14.5 | -15.6 | -5.8 | -1.4 | 1.6 | 3.5 | 4.8 | 1.2 | -4.6 | -8.2 | -12.8 | -17.8 |
| Precipitación total (mm) | 38 | 36 | 47 | 60 | 49 | 34 | 12 | 21 | 41 | 58 | 50 | 50 | 495 |
| Días de precipitaciones (≥ 1 mm) | 6.7 | 5.8 | 6.9 | 8.6 | 7.5 | 4.1 | 1.4 | 2.3 | 4.8 | 7.9 | 7.4 | 7.0 | 70.4 |
| Días de nevadas (≥ 0.01 mm) | 2.5 | 2.9 | 1.6 | 0.6 | 0.0 | 0.0 | 0.0 | 0.0 | 0.0 | 0.1 | 0.8 | 1.3 | 9.3 |
| Horas de sol | 146 | 164 | 202 | 219 | 251 | 300 | 347 | 322 | 240 | 189 | 144 | 136 | 2666 |
| Humedad relativa (%) | 72 | 65 | 60 | 59 | 53 | 45 | 38 | 42 | 53 | 65 | 72 | 74 | 58 |
| Fuente: Agencia Estatal de Meteorología                                                                                               | | | | | | | | | | | | | |

### Medio ambiente
El árbol más común alrededor de Cuenca es el pino (albar, laricio y rodeno), aunque antiguamente lo fue la encina. No obstante, en las hoces del Júcar y del Huécar puede encontrarse otro tipo de vegetación, dominada por grandes arboledas de álamos, olmos y sauces.

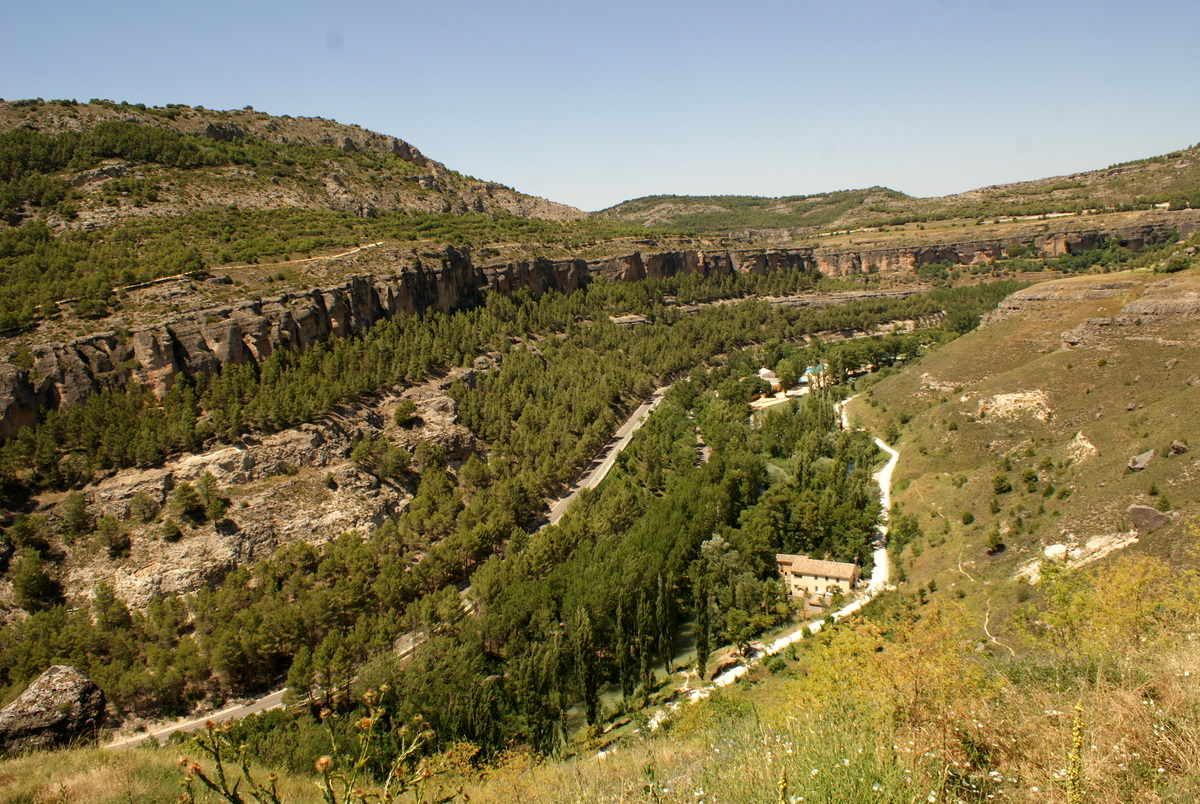
Vegetación en la hoz del Júcar

## Historia

### Prehistoria y Edad Antigua
Los primeros vestigios humanos de la provincia de Cuenca datan del Paleolítico Superior, en torno al 90 000 a. C. Las principales tribus de la zona parece que fueron en un principio los beribraces, que se dedicaban al pastoreo, y los arévacos, agricultores, llegando luego los olcades, de carácter indómito y guerrero, que tomaron el control de la mayor parte de la actual provincia, y los lobetanos, pastores y agricultores, que tenían su capital en Lobetum. Ya en época romana la serranía conquense, se vio envuelta en varias de las guerras celtíberas. Si bien en la provincia existieron tres importantes ciudades romanas (Segóbriga, Ercávica y Valeria), la zona de la capital estuvo muy poco poblada, habiéndose hallado tan solo vestigios de un pequeño asentamiento cercano al puente del Castellar.

### Edad Media

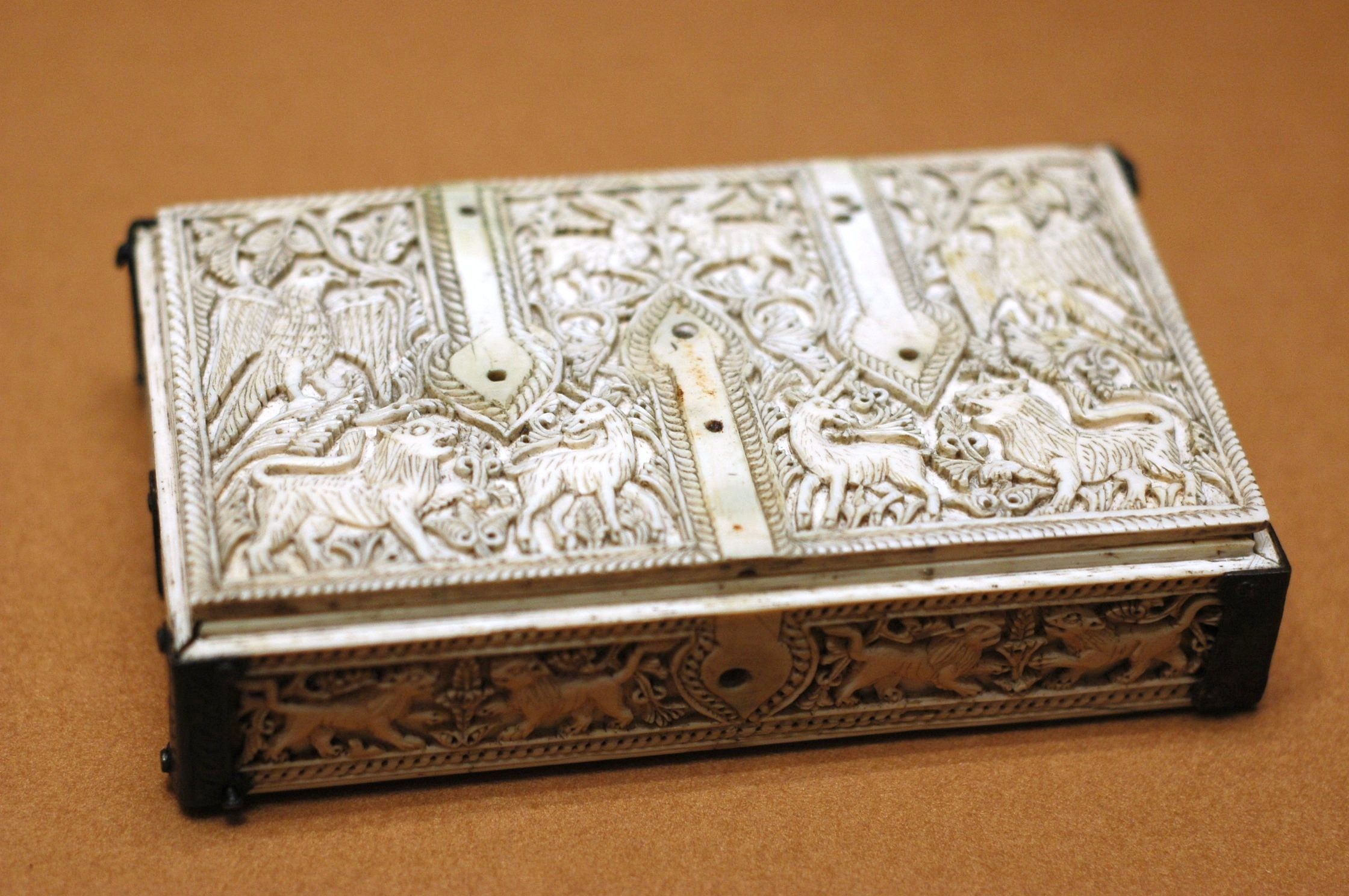
Caja de marfil, realizada en el taller de Cuenca hacia 1050. Museo del Louvre

El esquema poblacional romano se perpetuó a la llegada de las invasiones bárbaras, aunque ya con un declive de los centros urbanos romanos. Es durante la posterior invasión musulmana cuando aparece constancia de poblamiento en el emplazamiento actual de Cuenca. Aunque no está clara su fundación, ya existía en el año 784 la ciudad de Qūnka o Kūnka, favorecida por la base que establecieron los Banu Di-l-Nun, e integrada en la cora de Santaver. La plaza fue creciendo en importancia y población, hasta que consiguió convertirse en capital de la cora. No obstante, al caer el califato de Córdoba en 1031, quedó integrada en la Taifa de Toledo, sirviendo de puente para la conquista de los reinos de Valencia y Córdoba. Como consecuencia de la derrota de Alfonso VI en Sagrajas, el rey sevillano Al-Mu'tamid aprovechó para adueñarse de Cuenca; pero, en 1091, los almorávides atacaron Sevilla y el rey Al-Mutamid se vio obligado a pedir ayuda al rey leonés. En 1108, Cuenca pasó al control de los almorávides tras la batalla de Uclés.
Según la tradición, Alfonso VIII puso cerco a la ciudad el día de la Epifanía de 1177 y entró triunfante en Cuenca el 21 de septiembre del mismo año. La población se distribuyó dentro de la ciudad de acuerdo con su religión: los musulmanes quedaron relegados a la zona del alcázar (actual plaza de Mangana), mientras que la judería se estableció en torno a la actual calle de Zapaterías y el resto de la ciudad se dividió en parroquias católicas. Una vez acabada la conquista, se constituyó un concejo y una sede episcopal y se llevó a cabo una campaña de repoblación, favorecida por el Fuero de Cuenca, que fue el prototipo de muchos de los subsiguientes fueros de Castilla, León, Aragón y Portugal. Alfonso X le concedió título de ciudad en 1257. Durante los siglos XIV y XV se empezó a configurar la parte baja de la ciudad, apareciendo los barrios de San Antón y de Tiradores. En el marco de las disputas entre el rey Alfonso XI y Don Juan Manuel, Cuenca llegó a formar parte durante algunos años del señorío de Villena, volviendo a pertenecer al rey cuando este le otorgó plena amnistía al señor de Villena. La ciudad fue asediada varias veces por los aragoneses, pero nunca llegaron a tomarla.

### Edad Moderna

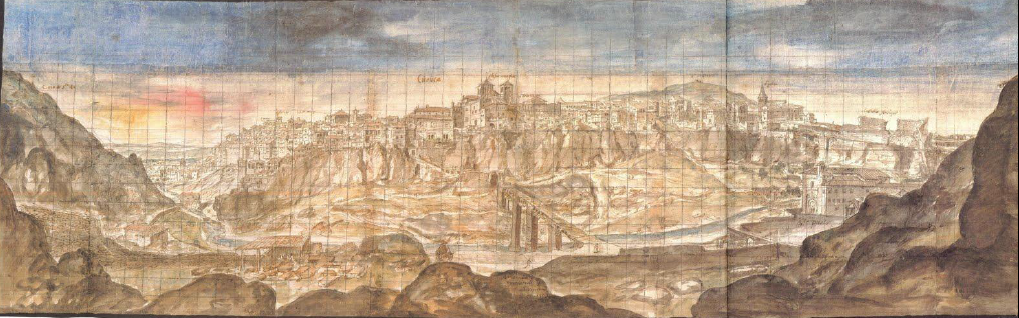
Vista panorámica de Cuenca en 1565, según dibujo de Anthonis van den Wijngaerde

Cuenca se convirtió en un importante nexo económico a causa, sobre todo, de la producción textil y ganadera. El comercio de paños y la producción de alfombras trajo consigo una extensa industria de transformación de lanas, calculándose que la población de la ciudad en el siglo XVI alcanzaría los 15 000 habitantes, Cuenca se convirtió en cabeza del sistema judicial y se le concedió el voto en Cortes, mientras que la bonanza económica se tradujo en una imparable actividad constructiva. Sin embargo, la epidemia de peste de 1588 fue preludio del declive que se alargaría durante todo el siglo XVII. A la epidemia le siguió una larga sequía y varias plagas de langostas que hicieron descender drásticamente la población hasta tan solo 1500 habitantes en toda la ciudad. De la misma manera, la subida del precio de la lana conllevó la decadencia de la trashumancia y, como consecuencia, el hundimiento de la pañería conquense. Aunque la economía se recuperó poco a poco, el siglo XVIII comenzó con otra crisis que afectó especialmente a la actividad textil y conllevó el cierre de la Casa de la Moneda y de los molinos de papel. Durante la Guerra de Sucesión, Cuenca se puso del lado de Felipe V, que compensó a la ciudad añadiendo los títulos de «Fidelísima y Heroica» a los de «Muy Noble y Muy Leal» que ya ostentaba.

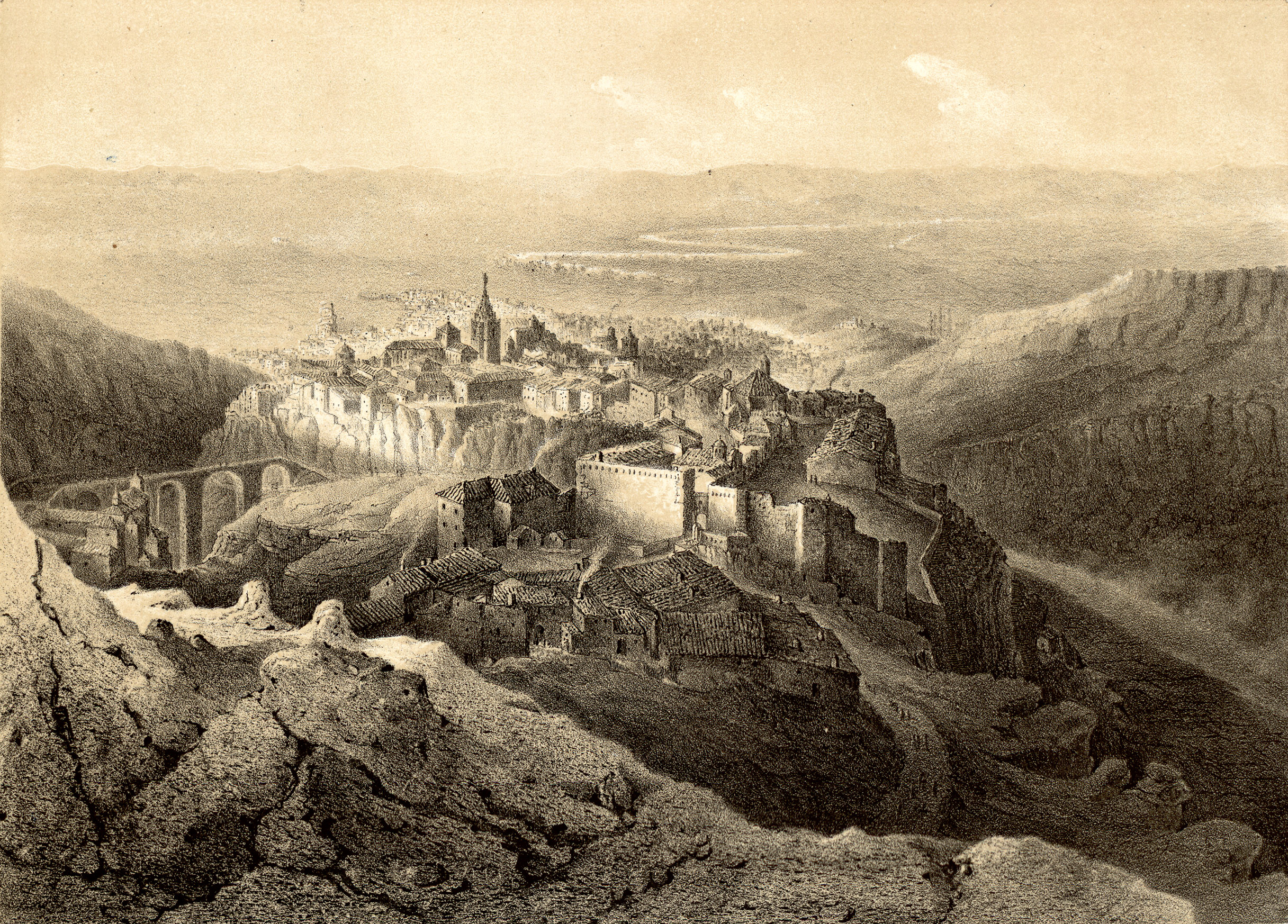
Cuenca hacia 1853 en Recuerdos y bellezas de España por F. J. Parcerisa

De los 80 telares existentes en 1735, solo quedaban 22 en 1763. El entonces arcediano y posteriormente obispo, Antonio Palafox y Croy, decidió relanzar la industria textil, intento que resultó infructuoso dada la prohibición de Carlos IV de abrir talleres textiles, a fin de evitar la competencia con la Real Fábrica de Tapices.

### Edad Contemporánea

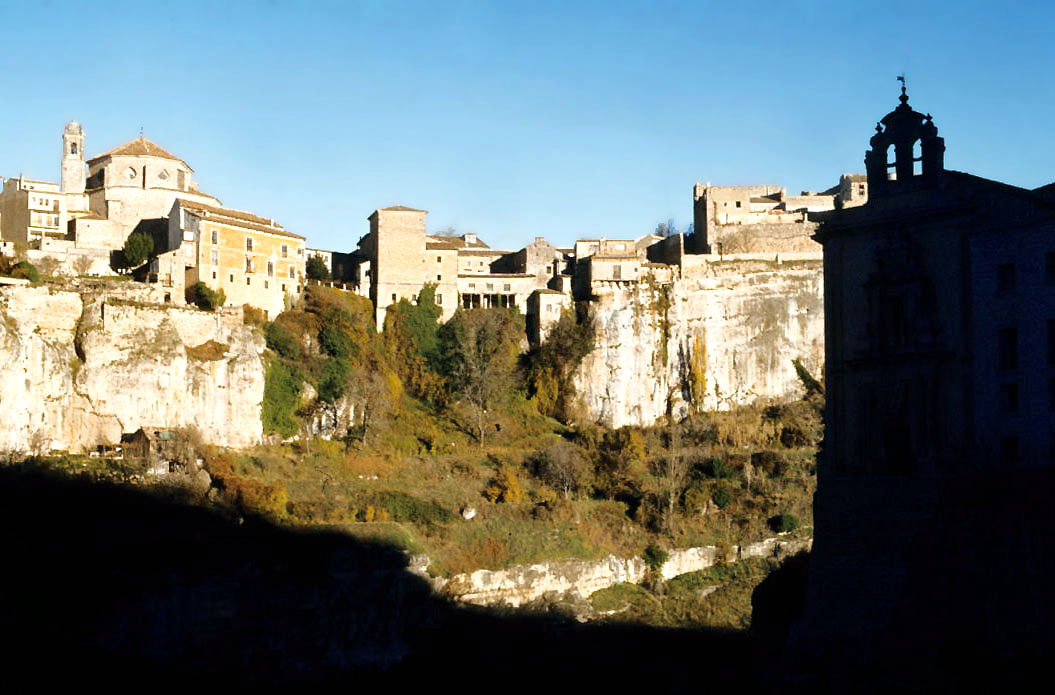
Cornisa de San Martín a finales de la década de 1970

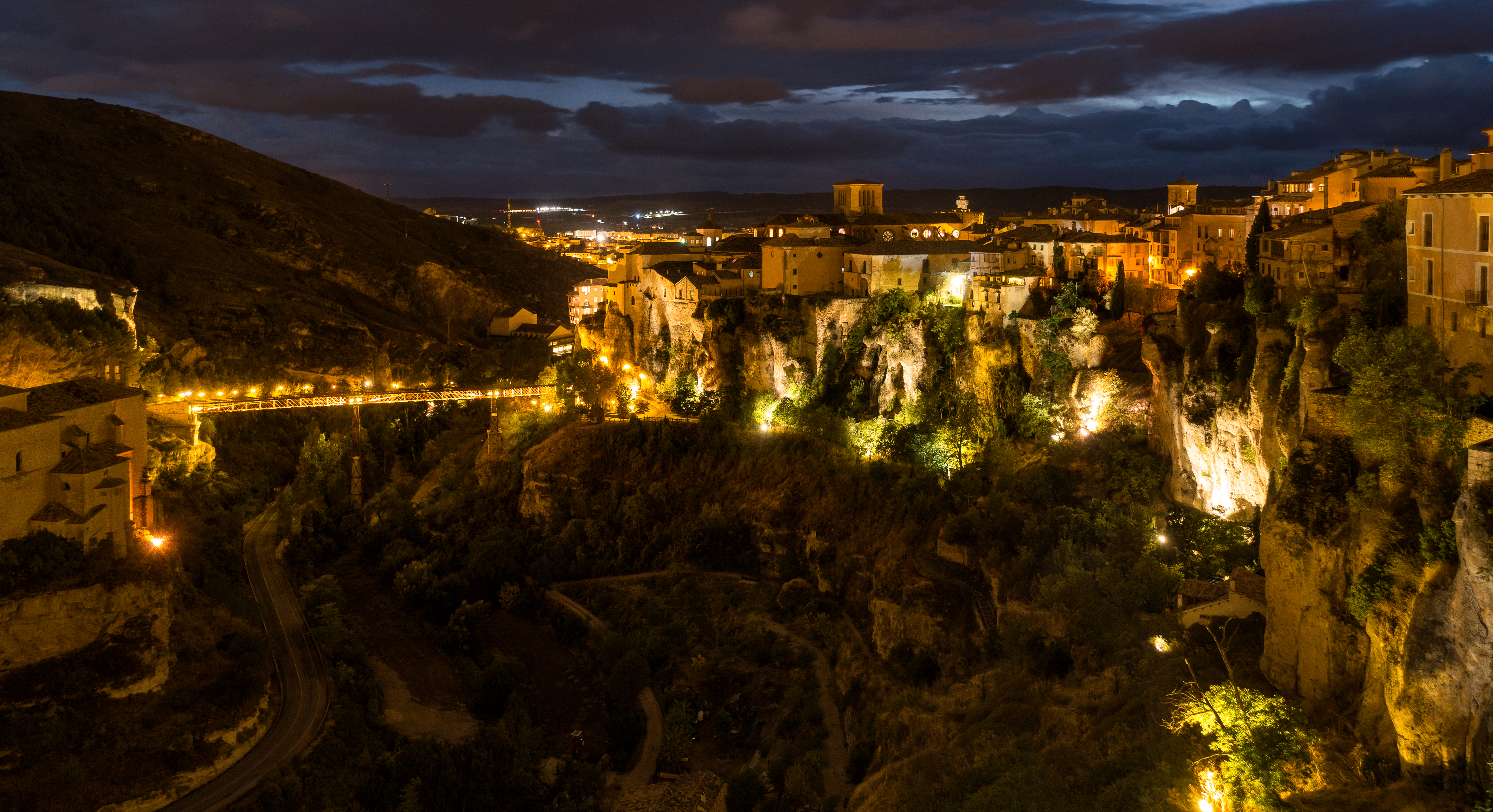
Vista nocturna actual de la ciudad

A lo largo del siglo XIX se conformó la ciudad actual, convirtiéndose la calle Alfonso VIII en la principal vía que comunicaba con la plaza Mayor. Sin embargo, las agitaciones del periodo hicieron que la ciudad se mantuviera en estado precario hasta bien entrado el siglo XX. Durante la Guerra de la Independencia la ciudad resultó saqueada más de nueve veces, y la población diezmada. En 1833 se convirtió en la capital de la nueva provincia de Cuenca, al tiempo que comenzaba la primera guerra carlista, que se saldó tan solo con varias tentativas de ataque. La segunda guerra carlista apenas tuvo ninguna repercusión en la ciudad, mientras que durante la Tercera fue saqueada dos veces. El segundo ataque, en 1874, fue el más cruento de todos: ardió gran parte de la ciudad y la batalla de saldó con 300 muertos, 40 de ellos civiles, y 700 heridos. Hacia mediados de la década de 1880 llegó el ferrocarril desde Aranjuez, lo que unido a la instalación de unas pocas serrerías ayudó a la recuperación económica, superando los 10 000 habitantes en 1900.
Si ya a finales del siglo XIX la parte alta de la ciudad deja de ser el centro económico y social, desplazándose este a la calle Carretería (en la ciudad nueva), este cambio se ve intensificado a medida que avanza el siglo XX. Se construye el parque de San Julián sobre las antiguas huertas del Huécar y aumentan en tamaño tanto este barrio como los de San Antón y de Tiradores. El dinamismo económico que se vivió a principios de siglo promovió la aparición de algunas industrias modernas y, por tanto, de los movimientos obreros y socialistas en la ciudad. El 17 de julio de 1931, días después de proclamarse la Segunda República, se constituyó el nuevo ayuntamiento. Durante la Guerra Civil, Cuenca quedó del lado republicano. Los primeros días reinó el caos, produciéndose los mayores destrozos, entre ellos el saqueo del Palacio Episcopal y la catedral, donde se quemaron los restos de San Julián. Aun así, y pese a los rigores de la guerra y los esporádicos ataques, Cuenca vivió bastante al margen de la guerra los años subsiguientes, siendo tomada por las tropas franquistas el 29 de marzo de 1939.
Los años de la posguerra son también los del éxodo rural y con él, la construcción de la Cuenca moderna, consolidándose de manera definitiva la ciudad nueva como centro de la ciudad, y quedando la ciudad antigua como barrio periférico, casi en estado de abandono en algunos puntos. En 1963 el casco antiguo de Cuenca y su entorno se declaran «Paisaje Pintoresco», lo que, unido a la fundación en 1966 del Museo de Arte Abstracto Español en las Casas Colgadas, promueve la recuperación de este entorno y su promoción turística. El 7 de diciembre de 1996 la ciudad antigua, sus antiguos arrabales y las hoces de ambos ríos son declarados Patrimonio de la Humanidad por la Unesco.

## Demografía
Cuenca cuenta con una población de 53 429 habitantes (INE 2024).
| Gráfica de evolución demográfica de Cuenca entre 1842 y 2021 |
| |
| Población de derecho según los censos de población del INE Población de hecho según los censos de población del INEEn 1970 crece el término del municipio porque incorpora a La Melgosa y Mohorte. En 1973 incorpora a Tondos En 1975 incorpora a Valdecabras. En 1977 incorpora a Cólliga y Villanueva de los Escuderos |

Según la revisión del Padrón municipal de habitantes del Instituto Nacional de Estadística de España en 2009, la población de Cuenca ascendía a 55 866 habitantes: 27 006 varones y 28 860 mujeres. La gran mayoría de la población vivía en la ciudad de Cuenca, y el resto en unidades poblacionales que se encuentran esparcidas por el amplio término municipal, distribuidas como sigue:
| Unidad de población         | Habitantes | Coordenadas                               | Distancia (km) |
| --------------------------- | ---------- | ----------------------------------------- | -------------- |
| Cólliga                     | 77         | 40°02′45″N 2°15′39″O / 40.04583, -2.26083 | 11             |
| Colliguilla                 | 40         | 40,0504172, -2,2253024                    | 11             |
| La Melgosa                  | 159        | 40°01′33″N 2°05′46″O / 40.02583, -2.09611 | 6              |
| Mohorte                     | 51         | 40°00′32″N 2°3′47″O / 40.00889, -2.06306  | 9              |
| Nohales                     | 150        | 40°05′07″N 2°10′44″O / 40.08528, -2.17889 | 3              |
| Tondos                      | 80         | 40°09′47″N 2°12′02″O / 40.16306, -2.20056 | 14             |
| Valdecabras                 | 84         | 40°09′33″N 2°02′08″O / 40.15917, -2.03556 | 16             |
| Villanueva de los Escuderos | 66         | 40°02′29″N 2°18′07″O / 40.04139, -2.30194 | 16             |
| Cuenca (ciudad)             | 54 876     | 40°04′18″N 2°08′02″O / 40.07167, -2.13389 | —              |

## Administración y política

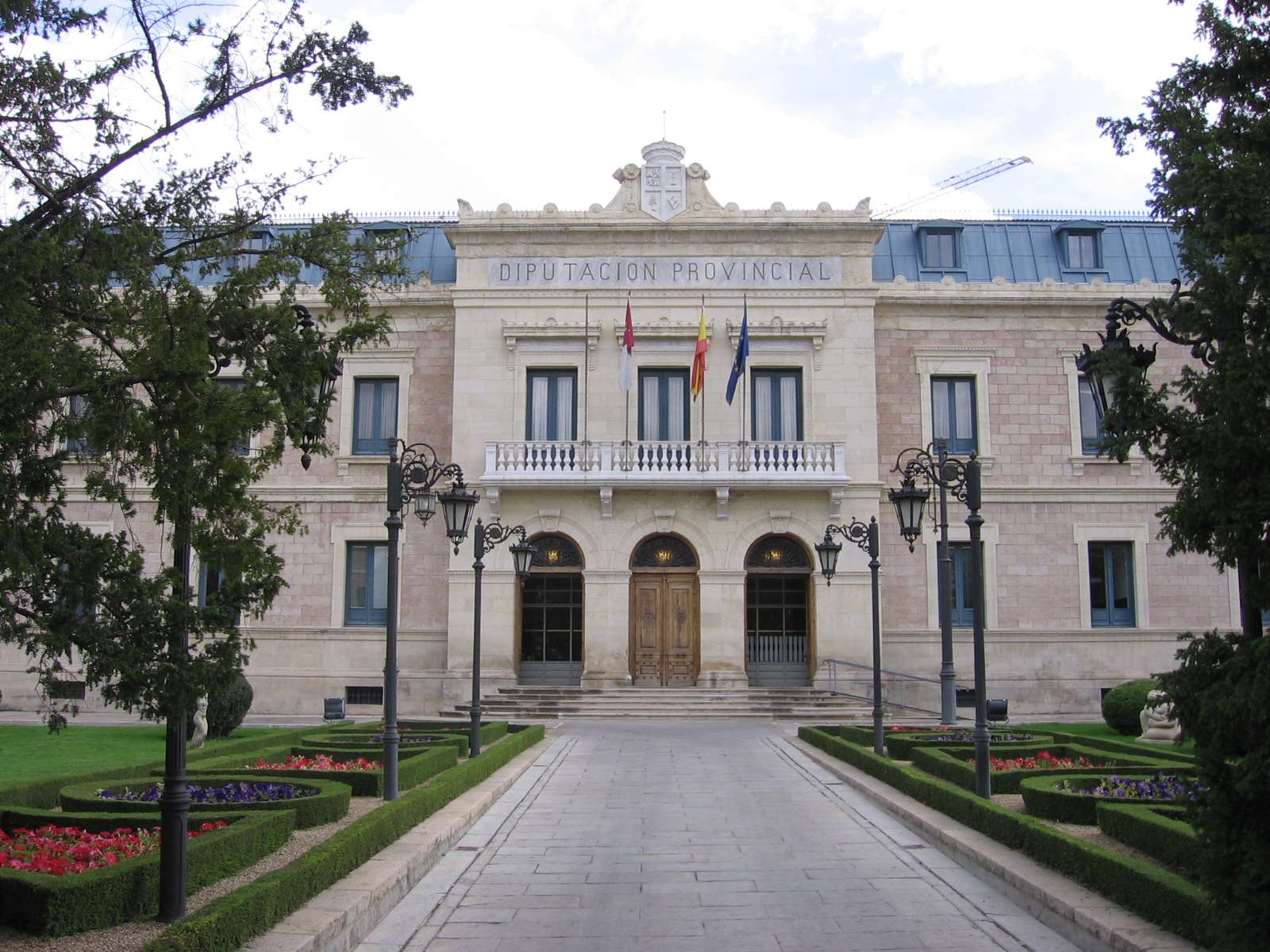
Palacio de la Diputación Provincial

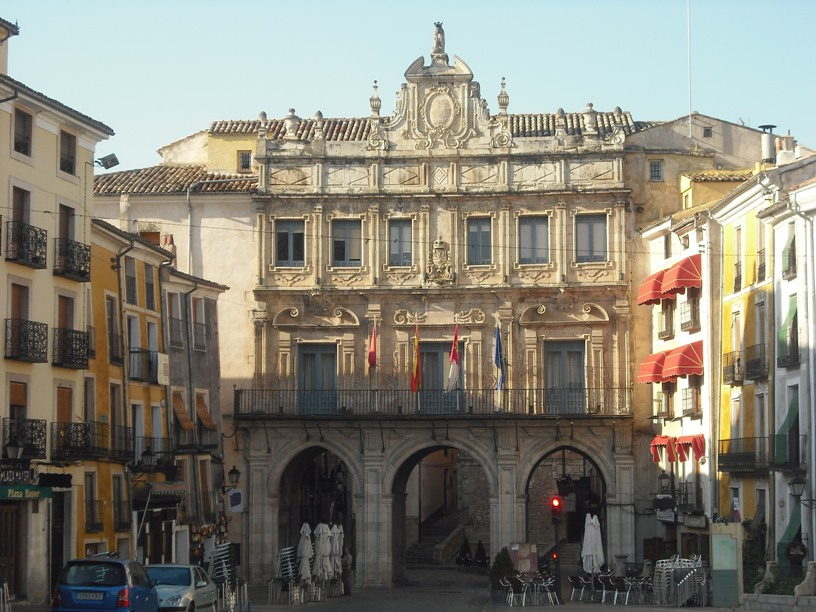
Casa consistorial

Cuenca está gobernada por una corporación local formada por concejales elegidos cada cuatro años por sufragio universal que a su vez eligen un alcalde. El censo electoral está compuesto por todos los residentes empadronados en Cuenca mayores de 18 años y nacionales de España y de los otros países miembros de la Unión Europea. Según lo dispuesto en la Ley del Régimen Electoral General, que establece el número de concejales elegibles en función de la población del municipio, la corporación municipal de Cuenca está formada por 25 concejales. La sede actual del ayuntamiento conquense está en la plaza Mayor. En el periodo 2011-2015, el Ayuntamiento de Cuenca estuvo presidido por el PSOE, con 13 concejales de este partido y 12 del PP.
| Periodo   | Nombre                           | Partido | Partido                                  |
| --------- | -------------------------------- | ------- | ---------------------------------------- |
| 1979-1983 | Andrés Moya López                |         | Unión de Centro Democrático (UCD)        |
| 1983-1987 | José Ignacio Navarrete de Varela |         | Alianza Popular (AP)                     |
| 1987-1991 | Andrés Moya López                |         | Alianza Popular (AP)                     |
| 1991-1995 | José Manuel Martínez Cenzano     |         | Partido Socialista Obrero Español (PSOE) |
| 1995-1999 | Manuel Ferreros Lorenzo          |         | Partido Popular (PP)                     |
| 1999-2007 | José Manuel Martínez Cenzano     |         | Partido Socialista Obrero Español (PSOE) |
| 2007-2011 | Francisco Javier Pulido Morillo  |         | Partido Popular (PP)                     |
| 2011-2015 | Juan Manuel Ávila Francés        |         | Partido Socialista Obrero Español (PSOE) |
| 2015-2019 | Ángel Luis Mariscal Estrada      |         | Partido Popular (PP)                     |
| 2019-2023 | Darío Francisco Dolz Fernández   |         | Partido Socialista Obrero Español (PSOE) |

| Partido político                                | 2023  | 2023  | 2023       | 2019   | 2019  | 2019       | 2015   | 2015  | 2015       | 2011   | 2011  | 2011       | 2007   | 2007  | 2007       |
| Partido político                                | Votos | %     | Concejales | Votos  | %     | Concejales | Votos  | %     | Concejales | Votos  | %     | Concejales | Votos  | %     | Concejales |
| Partido Socialista Obrero Español (PSOE)        | 9293  | 34,94 | 10         | 10 035 | 36,19 | 11         | 8895   | 32,54 | 9          | 12 828 | 43,79 | 13         | 10 630 | 40,29 | 11         |
| Partido Popular (PP)                            | 8435  | 31,71 | 9          | 5815   | 20,97 | 6          | 10 229 | 37,42 | 10         | 12 690 | 43,32 | 12         | 12 392 | 46,97 | 14         |
| Cuenca Nos Une (CNU)                            | 2244  | 8,43  | 2          | 6217   | 22,42 | 6          | —      | —     | —          | —      | —     | —          | —      | —     | —          |
| Podemos-Equo-Izquierda Unida-Los Verdes (IU-LV) | 2124  | 7,98  | 2          | 1522   | 5,49  | 1          | 3511   | 12,85 | 3          | 1323   | 4,52  | 0          | 1323   | 5,01  | 1          |
| Vox                                             | 2117  | 7,96  | 2          | 1004   | 3,62  | 0          | 381    | 1,37  | 0          | —      | —     | —          | —      | —     | —          |
| Ciudadanos (CS)                                 | 483   | 1,81  | 0          | 1600   | 5,77  | 1          | 2797   | 10,23 | 3          | —      | —     | —          | —      | —     | —          |

## Economía
La economía de Cuenca ha estado basada tradicionalmente en la agricultura de secano (cereales, vid, etc.) y en las explotaciones forestales. En los últimos años, el turismo ha revitalizado considerablemente el panorama económico, que se había visto maltrecho por la emigración constante que se viene dando desde la década de 1950. Aun así, la deuda viva del Ayuntamiento de Cuenca ascendía a la cantidad de 70 383 000 € a fecha de 31 de diciembre de 2009, según el informe de deuda viva local del Ministerio de Economía y Hacienda de España

## Servicios

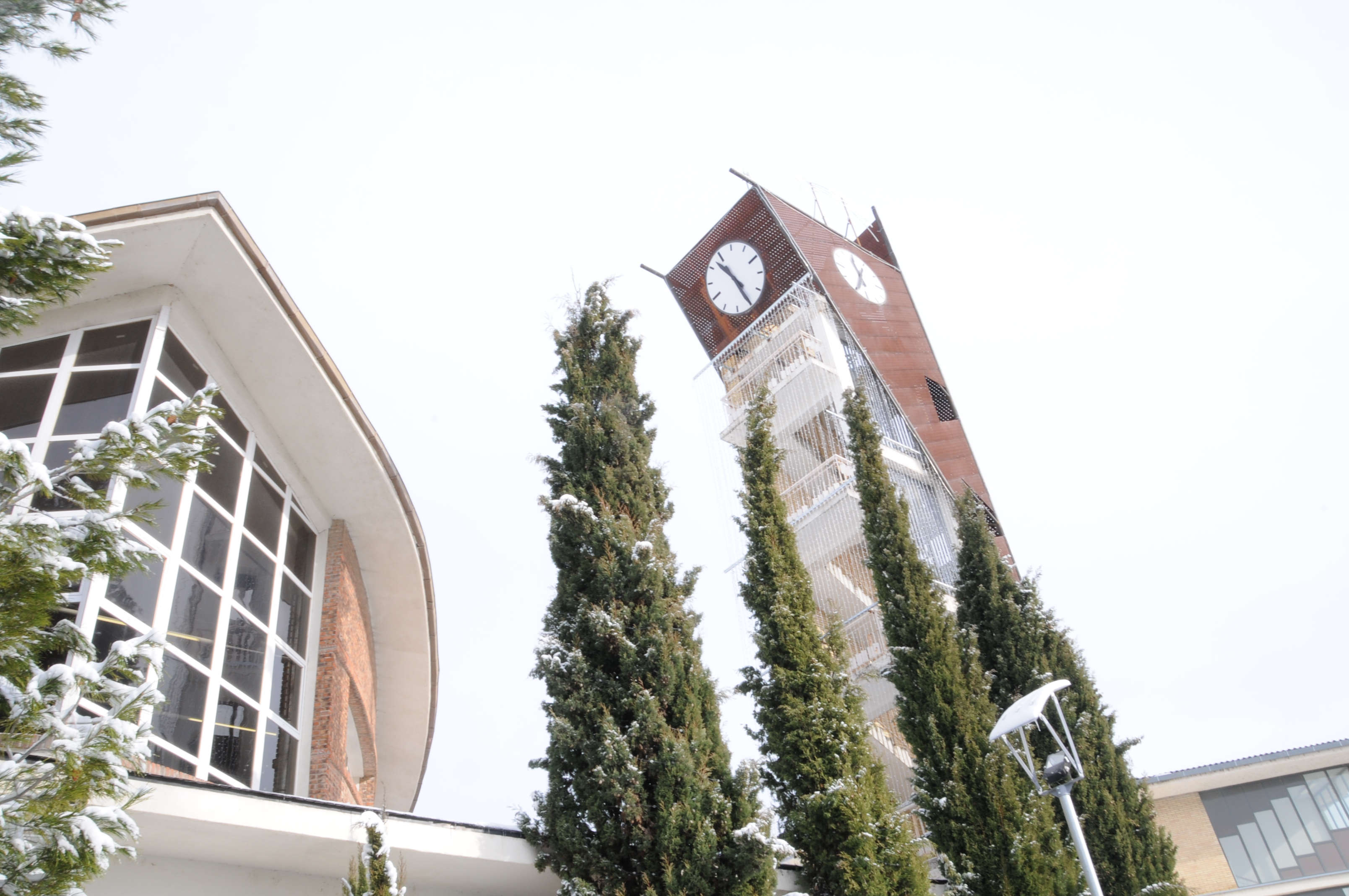
Biblioteca de la Universidad de Castilla-La Mancha

### Educación
La principal institución universitaria de la ciudad es el Campus de Cuenca, que imparte enseñanzas de pregrado y posgrado en humanidades, ciencias sociales, ciencias de la salud, artes e ingeniería.

### Comunicaciones

#### Carretera
| Zona urbana Centro histórico Edificio de interés Zona verde | Carretera principal Carretera secundaria Carretera nacional Ferrocarril |

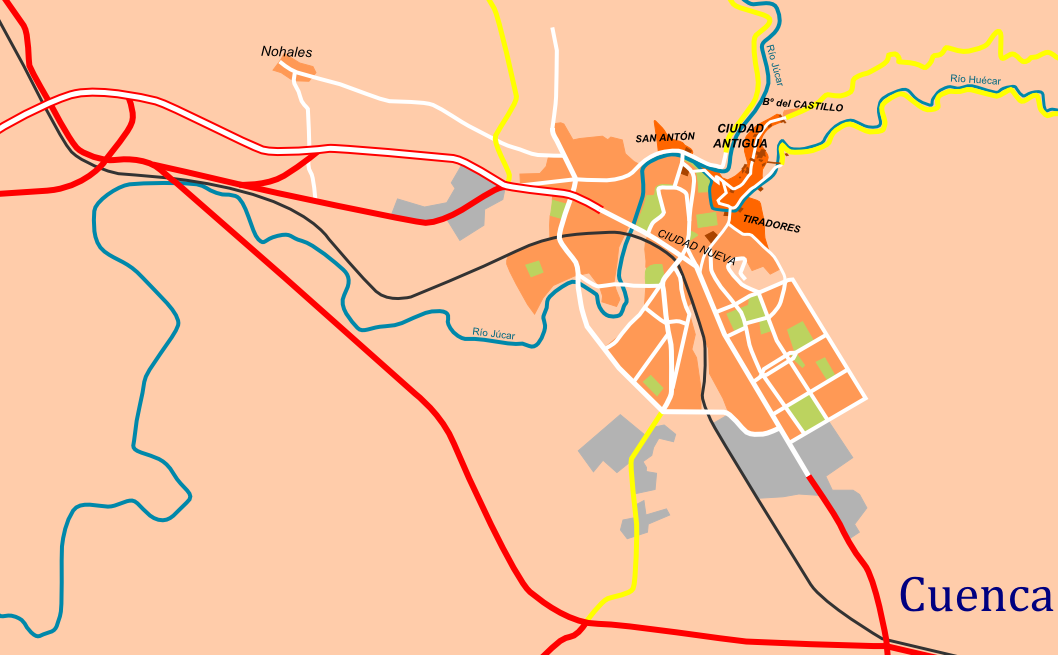
Plano esquemático de la ciudad, con las principales vías de acceso y comunicación:
Zona urbana
Centro histórico
Edificio de interés
Zona verde
Carretera principal
Carretera secundaria
Carretera nacional
Ferrocarril

La ciudad de Cuenca, situada en el borde de su serranía, ha sido desde época antigua un lugar estratégico de paso y es, todavía hoy, nudo de las comunicaciones de buena parte su provincia.
Carreteras por las que se accede a Cuenca
- Autovía de Castilla-La Mancha (A-40): enlaza Cuenca con la A-3 a la altura de Tarancón
- CU-11: es el tramo de prolongación de la A-40 en el acceso a Cuenca
- N-320: enlaza La Gineta (Albacete) con Venturada (Madrid)
- N-400: enlaza Cuenca con Toledo
- N-420: enlaza Córdoba con Tarragona
- CM-2105: enlaza Cuenca con Tragacete
- CU-914: enlaza Cuenca con Palomera

#### Ferrocarril
La estación de Cuenca se inauguró en 1883, cuando se completó el tramo que la unía con Aranjuez y, desde allí, con Madrid. No obstante, hasta el 25 de noviembre de 1947 no se completó el tramo que la unía con Utiel, Requena y Valencia. Esta línea, de vía única sin electrificar y cuyo servicio está cubierto por Renfe con los trenes de la serie R-592, fue objeto de estudio por el Ministerio de Fomento para su posible supresión el 30 de noviembre de 2010, debido a la llegada de la Alta Velocidad a la capital conquense, hecho que no se produjo al ser incluida como línea 310 en la Red Ferroviaria de Interés General en la ley 38/2015. Dado que para muchos pueblos de la provincia como Carboneras de Guadazaón o Chillarón es el único medio de transporte colectivo, el 13 de noviembre se produjo una multitudinaria manifestación en la capital conquense en favor del mantenimiento de la línea de tren convencional además de la Alta Velocidad. Ayuntamiento y Diputación han solicitado en numerosas ocasiones a Fomento que se estudie poder explotar la línea con trenes de mercancías.
La nueva estación de alta velocidad Cuenca-Fernando Zóbel forma parte de Línea de Alta Velocidad Madrid/Castilla-La Mancha/Comunidad Valenciana/Región de Murcia y entró en servicio el 18 de diciembre de 2010. Al ser la primera ciudad de la línea desde Madrid, es un punto clave de enlace entre el oeste y el este de España. Cuenca está conectada con trenes AVE de la serie 112 con Madrid, Requena-Utiel, Valencia, y Albacete y, gracias a la conexión con estas, con trenes Alvia de la Serie 130 con Sagunto, Castellón, Almansa, Villena, Elda-Petrer, Alicante, Segovia, Valladolid, Palencia, Sahagún, León, Pola de Lena, Mieres, Oviedo y Gijón.

### Salud
En Cuenca se encuentra el hospital público Virgen de la Luz, perteneciente al Servicio de Salud de Castilla-La Mancha. En 2011 se comenzó a construir el Hospital Universitario de Cuenca, que preveía concluirse en cuatro años. En 2022 seguían sin completarse las obras.

## Patrimonio

### Patrimonio de la Humanidad
En el año 1996, la «Histórica ciudad amurallada de Cuenca» fue declarada Ciudad Patrimonio mundial por la Unesco, con los siguientes lugares:
| Código  | Nombre              | Coordenadas                                     |
| ------- | ------------------- | ----------------------------------------------- |
| 781-001 | Recinto Intramuros  | 40°04′35.8″N 2°07′54.3″O / 40.076611, -2.131750 |
| 781-002 | Barrio del Castillo | 40°04′56.4″N 2°07′32.6″O / 40.082333, -2.125722 |
| 781-003 | Barrio de San Antón | 40°04′44.5″N 2°08′13.2″O / 40.079028, -2.137000 |
| 781-004 | Barrio Tiradores    | 40°04′28.0″N 2°07′49.6″O / 40.074444, -2.130444 |

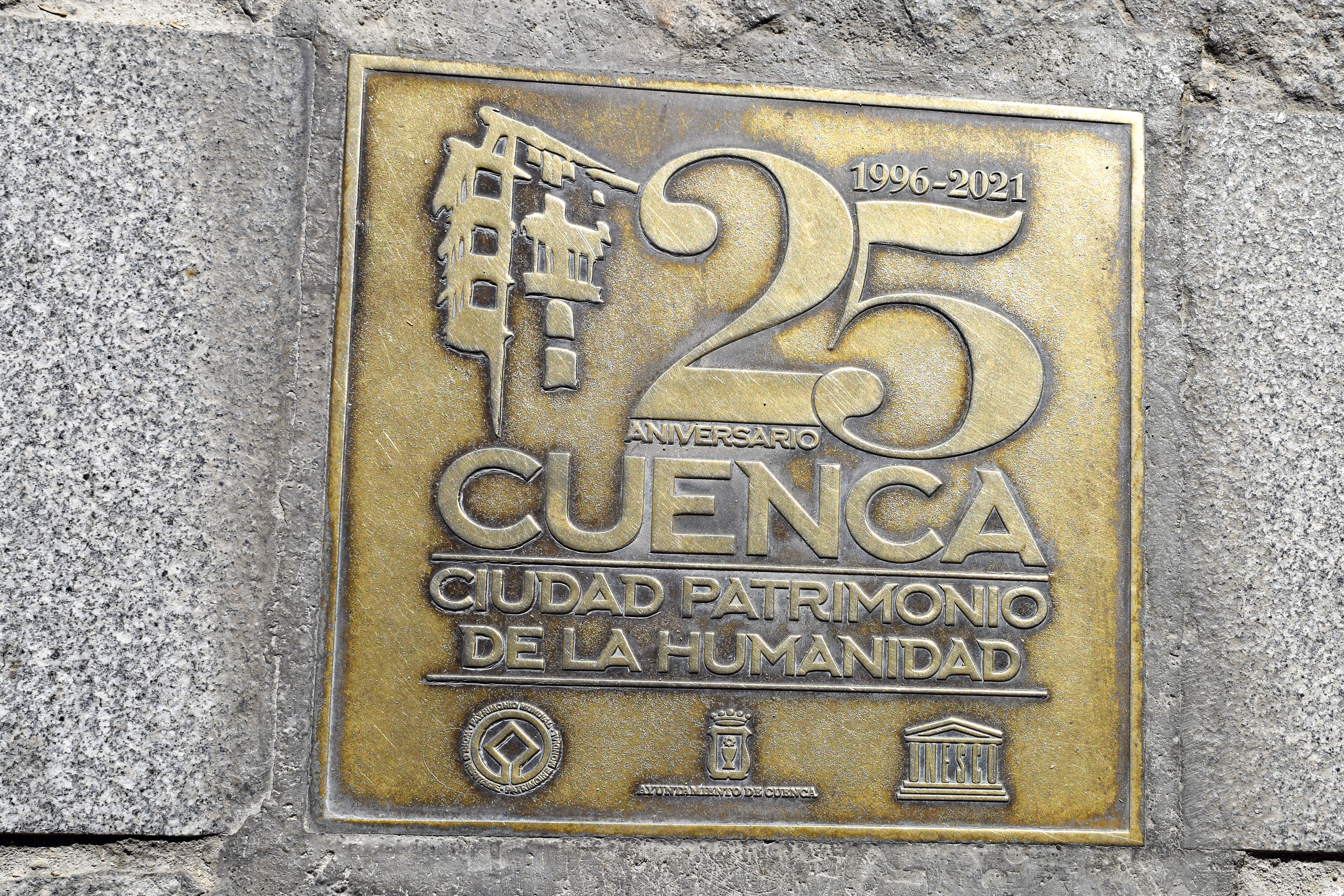
Placa 25 aniversario Cuenca Patrimonio de la Humanidad

Cuenca conserva en su casco antiguo un patrimonio arquitectónico rico y bien conservado, entre cuyas características destaca su integración en el marco físico. De hecho, gran parte del casco histórico es, en sí, un mirador sobre las hoces del río Júcar y del Huécar, un entorno natural de gran valor.

### Arquitectura religiosa

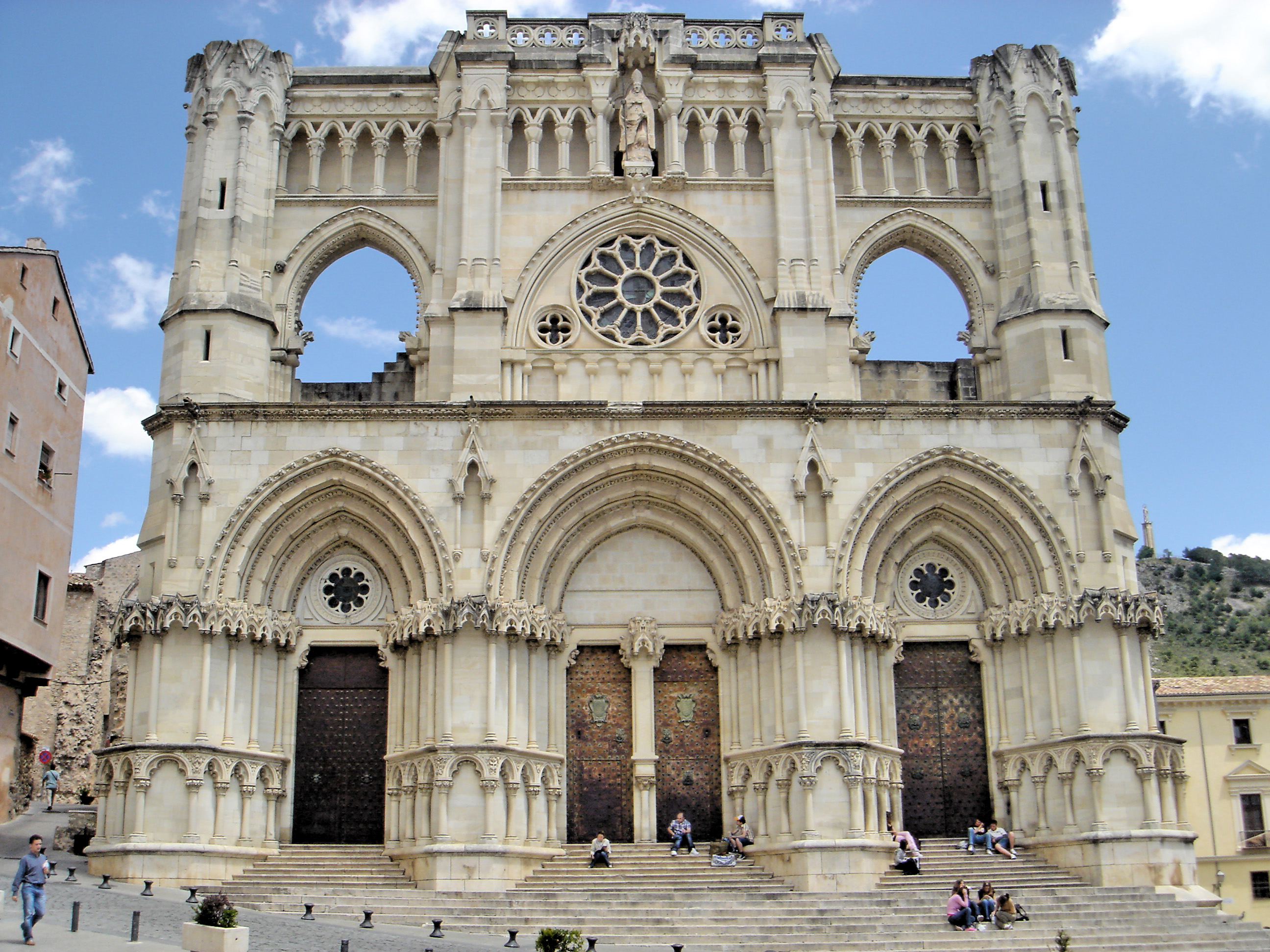
Catedral de Cuenca

- Catedral de Cuenca: se empezó a construir en el siglo XII en el mismo emplazamiento en que se levantaba la mezquita aljama y representa uno de los ejemplos más tempranos del gótico en España.[48] La consagró en 1208 el arzobispo Ximénez de Rada, pero no se terminó hasta 1271. Se trata de un edificio excepcional con elementos de la transición del románico al gótico y otros del siglo XIII y del XV.[48] Tiene planta de cruz latina, con tres naves y transepto. Muestra reminiscencias del Císter en sus bóvedas, mientras que la linterna cuadrada tiene inspiración inglesa de la escuela anglo-normanda. Las capillas laterales se concluyeron a partir del siglo XVI, destacando la de los Apóstoles y la del Espíritu Santo, también llamada capilla de los Caballeros.[49] Al claustro se accede por el arco renacentista de Jamete,[12] siendo también digno de mención el Transparente, una creación barroca de Ventura Rodríguez.[48] En 1902 se derrumbó la Torre del Giraldillo, dañando seriamente la fachada, tras lo cual tuvo que demolerse y se construye la actual fachada neogótica, siguiendo el mismo estilo constructivo general. El último cambio fue la instalación de las vidrieras faltantes, realizadas por artistas contemporáneos como Gustavo Torner.[48] Junto a la catedral se sitúa el Palacio Episcopal.[48]
- Palacio Episcopal: es contiguo a la catedral y en su interior se halla el Museo Diocesano. El edificio no muestra ningún diseño concreto, sino que es resultado de los cambios y reformas que se han llevado a cabo desde que comenzó a construirse en el siglo XIII.[48] Destaca la fachada, reformada en el siglo XVIII.[50]
- Iglesia de San Andrés: se construyó en el siglo XVI bajo la dirección del arquitecto Pedro de Alviz.[51] En 1936 el templo sufrió gravísimos daños y después de la guerra civil fue cedido a las cofradías, con el fin de albergar sus pasos procesionales.
- Iglesia de San Miguel: se comenzó a construir en el siglo XIII, conservándose el ábside de esta época.[52] El resto del templo se reformó en el siglo XVIII y se restauró en el siglo XX. Destaca su portada renacentista. En la actualidad suele albergar conciertos y otros actos culturales.[12]
- Iglesia de San Nicolás: se trata de un edificio sencillo de una sola nave, construido en estilo renacentista.[12] Destaca además su plaza, a la que se accede por el arco de San Nicolás.[53]
- Iglesia de San Pedro: el edificio actual es del siglo XVIII y está construido sobre el solar de una antigua mezquita.[54] Tiene planta octogonal con una enorme cúpula sobre tambor y un impresionante artesonado mudéjar del siglo XVI. Se construyó según los planos del arquitecto Martín de Aldehuela, que también trabajó en la iglesia de Nuestra Señora de la Luz y en el convento de las Petras.[54] En su interior hay obras del imaginero de la Semana Santa conquense Marco Pérez.[53]

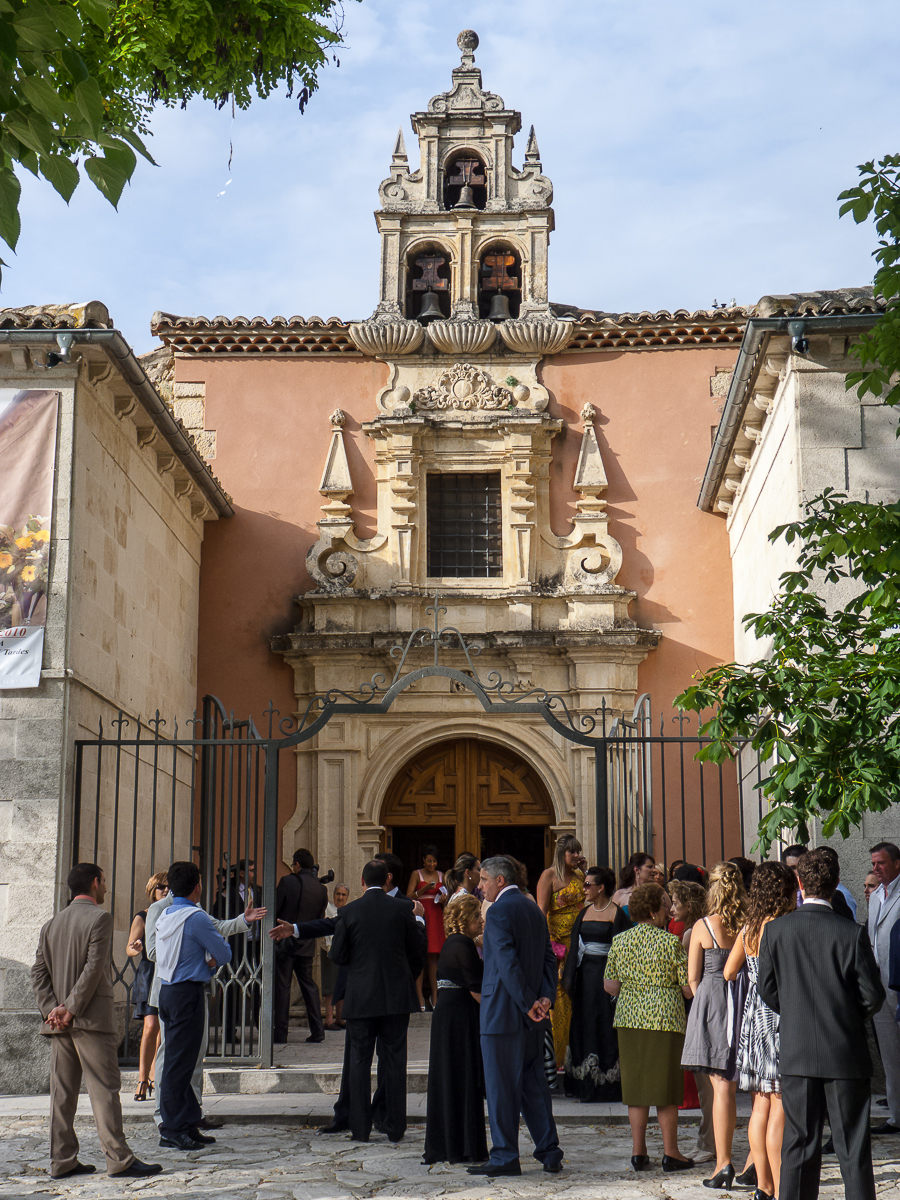
Ermita de la Virgen de las Angustias

- Ermita de la Virgen de las Angustias: se trata de una pequeña edificación apartada del casco urbano y estrechamente relacionada con la Semana Santa conquense. La portada es del siglo XVII, siendo el resto del edificio del siglo XVIII, obra de Marín de Aldehuela.[52]
- Iglesia de Santa Cruz: se construyó en el siglo XVI y se reformó en varias ocasiones. Actualmente se utiliza como sala de exposición y venta de productos artesanos.[12]
- Iglesia de El Salvador: del siglo XVI, es de una nave, con capillas entre los contrafuertes según la tradición levantina y estaba cubierta con armadura de madera, después sustituida. La torre actual se comenzó a construir en 1903,[55] y se terminó en 1905. Las puertas de entrada son obra del escultor Miguel Zapata.[56]
- Iglesia San Pantaleón de Jerusalén: la levantaron los caballeros templarios en el siglo XIII y en la actualidad solo se conservan una serie de ruinas.[53]
- Iglesia de la Virgen de la Luz: se levantó en el siglo XVI sobre la ermita que, según la tradición, mandó edificar Alfonso VIII tras aparecérsele la Virgen.[12]

Conventos y monasterios

Convento de San Pablo

- Convento de San Pablo (actual parador de turismo): se empezó a construir en 1523 como convento de dominicos, aprovechando la estructura rocosa de la hoz. La iglesia, de estilo gótico decadente y portada de transición del barroco al rococó, alberga el Espacio Torner.[12]

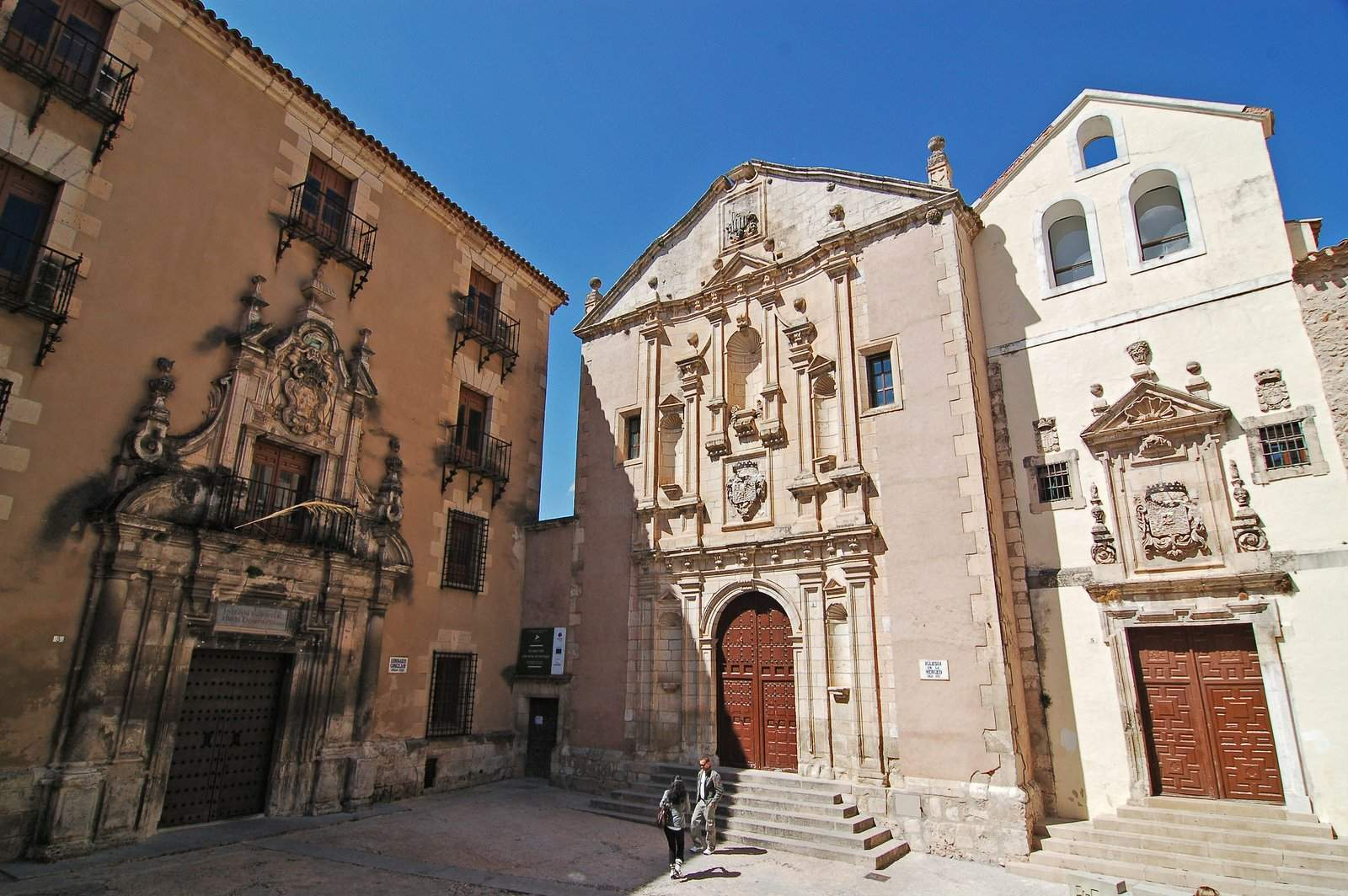
Iglesia del convento de la Merced junto al seminario de San Julián

- Convento de la Merced: es un antiguo cenobio de la orden de la Merced Calzada edificado entre los siglos XVI y XVIII, siendo su estilo predominante el barroco. Sus dependencias se reparten actualmente entre el Seminario Conciliar de San Julián y la comunidad de monjas Esclavas del Santísimo Sacramento y de María Inmaculada. El edificio, del siglo XVIII, conserva muros del antiguo palacio de los marqueses de Cañete y Hurtado de Mendoza, virreyes del Perú y fundadores de la Cuenca de Ecuador.[57]
- Convento de San Felipe Neri: se construyó bajo la dirección de José Martín en el siglo XVIII y es una de las principales muestras del rococó en España.[51] Adquiere especial protagonismo durante la Semana Santa conquense, pues en sus escalinatas se canta el Miserere.[12]
- Convento de las Petras: se edificó en el siglo XVIII y está situado en la plaza Mayor.[58]
- Convento de las Angélicas: el edificio, anexo a la iglesia de San Nicolás de Bari, se edificó en el siglo XVI. En la actualidad alberga la Escuela de Oficios.
- Convento de las Celadoras del Sagrado Corazón de Jesús: se levantó en el siglo XVII y actualmente es sede de un hotel.[53]
- Monasterio de la Concepción Franciscana: se construyó en el siglo XV y se sitúa extramuros de la ciudad, en la antigua Puerta de Valencia.
- Monasterio de los Franciscanos Descalzos: es un edificio del siglo XVI en cuyo atrio destaca una cruz tallada en piedra con una mano esculpida que, según la leyenda, pertenece a don Diego. Se la conoce como la Cruz del Convertido,[12] por la leyenda de don Diego y doña Diana, esta última el diablo transformado en mujer, que arrastra a Diego a un sinfín de rebeldías. Al final, descubre que todo es obra de los engaños del maligno y vuelve a su cauce.[52]
- Monasterio de Madres Benedictinas: fue fundado el día 14 de diciembre de 1448[55] por encargo y comisión de su fundador Pedro Arias de Vamonde. Destaca la fachada suroeste, con fábrica vista de sillería y mampostería y una ordenada composición de vanos, todos ellos defendidos por rejas de hierro forjado de sencilla traza.

### Arquitectura civil

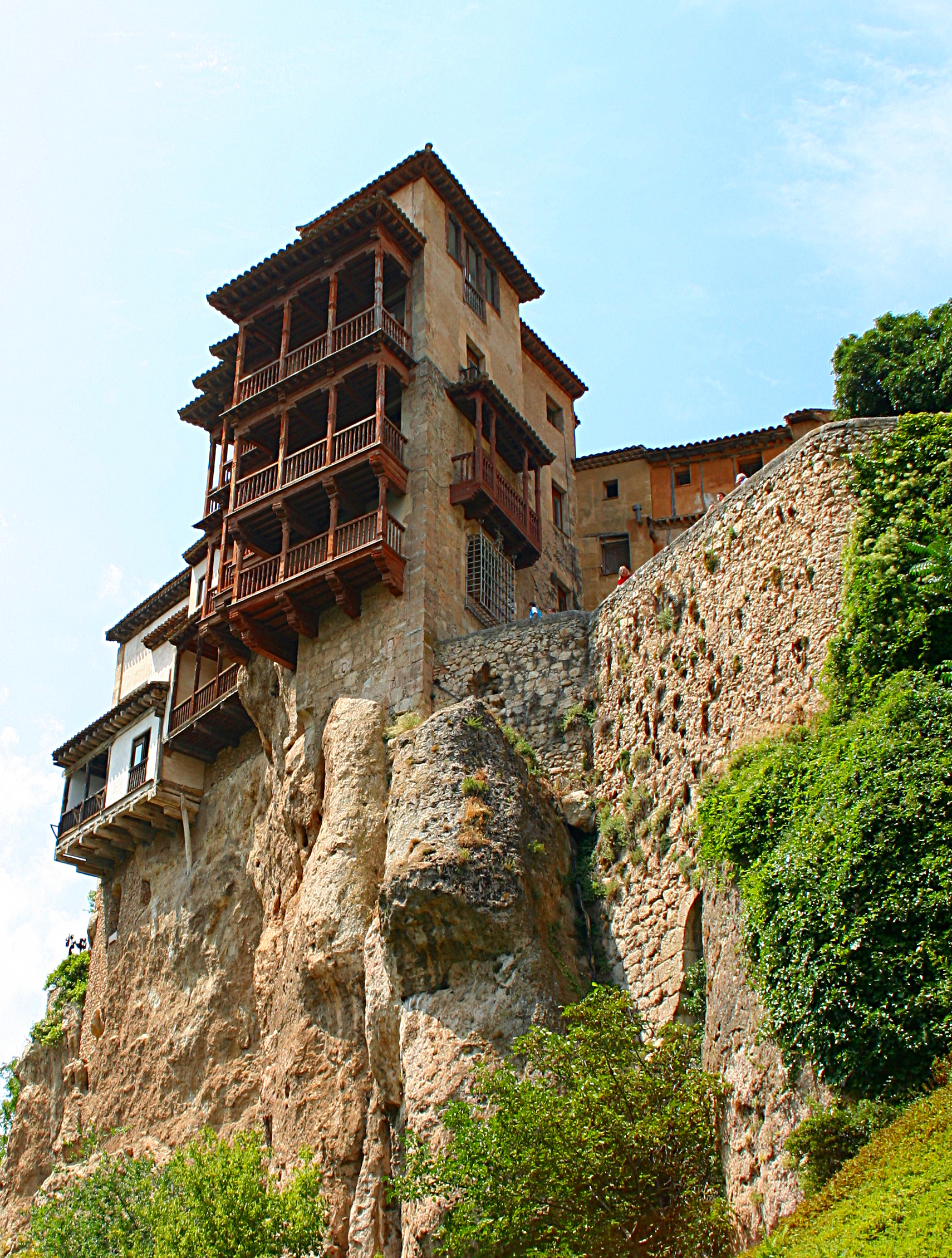
Casas Colgadas, los monumentos más característicos de la ciudad

- Casas Colgadas: son el monumento más característico de la ciudad. Se trata de una serie de viviendas edificadas desde al menos el siglo XV directamente sobre la hoz del Huécar. Su origen parece estar en una casa señorial y, hasta la actualidad, han tenido varios usos, entre ellos el de Ayuntamiento. Actualmente el conjunto consiste en tres casas, dos de las cuales (Las Casas del Rey) albergan el Museo de Arte Abstracto Español,[12] mientras que en la otra (La Casa de la Sirena), hay un mesón.[59]
- Torre de Mangana: el nombre de Mangana se utiliza desde finales del siglo XVI para designar el reloj de la ciudad. Está situada en el solar del antiguo alcázar andalusí,[12] que fue el barrio mudéjar y después judería, y del que apenas quedan vestigios en la actualidad.[57]
- Ayuntamiento: se construyó en 1733 por Lorenzo de Santa María, según planos de Jaime Bort. Sirve como cierre a la plaza Mayor y se comunica con la calle de Alfonso VIII a través de unos portales porticados.[12]
- Puente de San Pablo: se sitúa sobre la hoz del Huécar. Entre 1533 y 1589 se construyó un puente de piedra, que acabó desplomándose con el paso de los siglos. En 1902 se construyó el actual, de hierro y madera, según las tendencias arquitectónicas de la época.[12] Desde este puente se observan las vistas más tradicionales de las Casas Colgadas.[50]
- Puente de San Antón: se levanta sobre el río Júcar. Es de origen medieval, aunque se ha reformado sucesivamente hasta el siglo XIX.[12]
- Castillo: en este lugar se levantaba la antigua alcazaba andalusí.[7] En la actualidad está en ruinas, aunque se conserva un torreón, dos cubos cuadrados. En el lienzo de muralla que queda está el arco de Bezudo, de medio punto, reformado en el siglo XVI. Junto a él aparece un escudo con toisón.[12]
- Rascacielos: se da tradicionalmente este nombre a las casas que se sitúan en los números impares de la calle Alfonso VIII y que, teniendo tres o cuatro alturas a esta calle, pueden llegar a tener más de diez en la parte posterior. Así, estas casas cuelgan sobre el barrio de San Martín, mirando hacia la hoz del Huécar.[60]
- Archivo Histórico Provincial: está situado en las cercanías del castillo, en un edificio del siglo XVI que fue la sede de la Santa Inquisición de Cuenca.[7] En la actualidad alberga gran cantidad de documentos sobre toda la provincia.[12]
- Antiguo colegio de San José: se construyó en el siglo XVII y en sus orígenes perteneció a la familia del pintor Juan Bautista Martínez del Mazo. Después pasó a ser sede del coro de la catedral de Cuenca y en la actualidad alberga un hotel.[7]
- Antiguo colegio de los Jesuitas: en la actualidad solo se conservan dos fachadas del que fue colegio de estos religiosos.[53]
- Casa del Corregidor: es un edificio macizo de tres plantas, diseñado por José Martín en el siglo XVIII. Se sitúa en la calle de Alfonso VIII, la principal arteria de la ciudad hasta el siglo XIX.[12]
- Diputación Provincial: es un edificio de estilo neoclásico rodeado por un jardín vallado.[14]
- Hospital de Santiago Apóstol: se instituyó en el siglo XII como asilo de peregrinos del Camino de Santiago y restablecimiento de cristianos rescatados del cautiverio.[51] El edificio actual data del siglo XVII y continúa funcionando como hospital.[61]

## Urbanismo

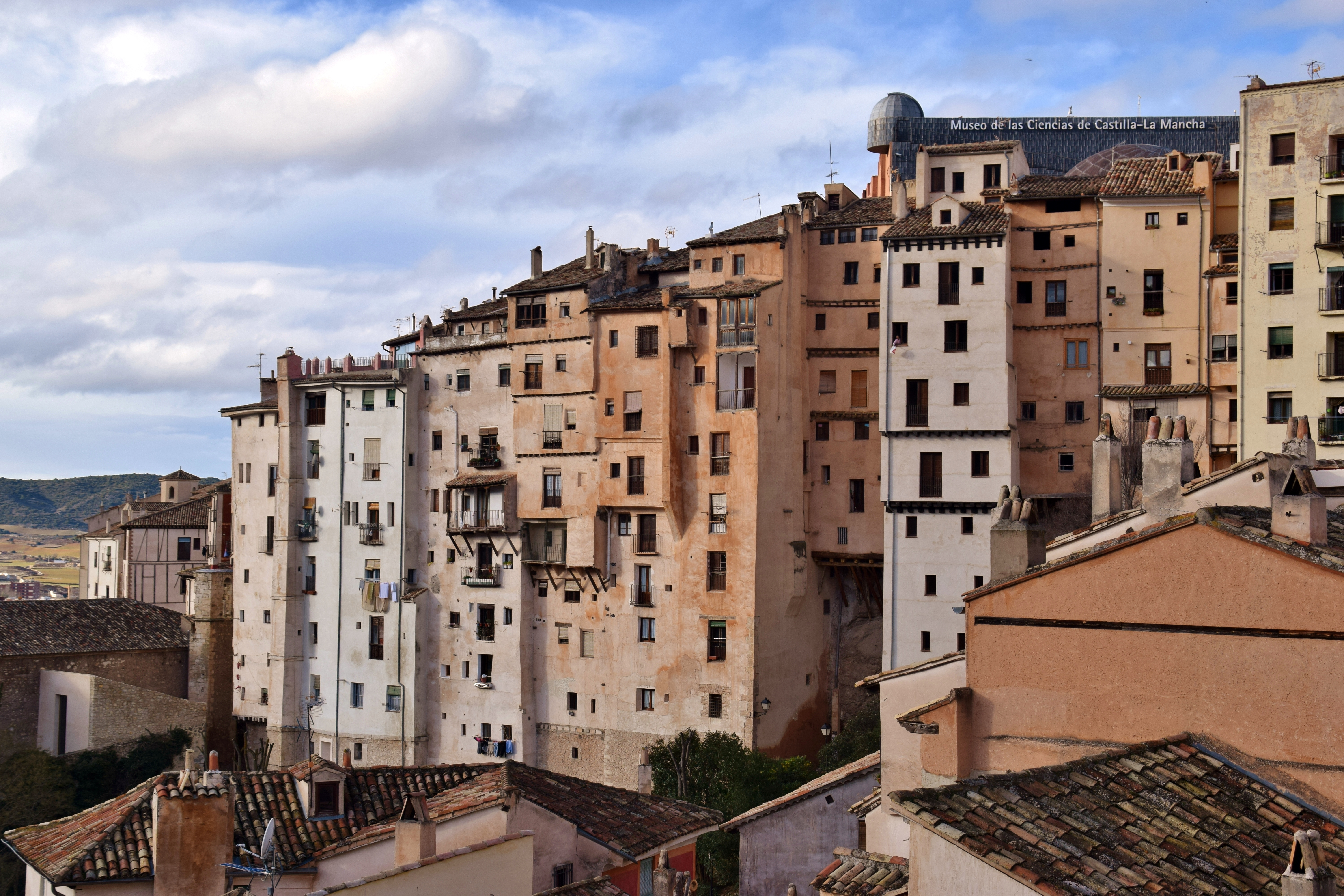
«Rascacielos» de Cuenca

La ciudad de Cuenca se originó alrededor del siglo VIII en torno a la alcazaba andalusí de Qūnka, que ocupa aproximadamente el espacio del actual castillo. Esta fortaleza estaba situada en el punto en que más se estrechan las hoces del Júcar y del Huécar, creando una pequeña península donde se fue desarrollando el núcleo urbano. La medina andalusí se conformó en el espacio comprendido entre dicha alcazaba y el alcázar, que abarcaba los espacios de la actual plaza de Mangana, el convento de la Merced, el seminario y parte de la calle de Alfonso VIII.

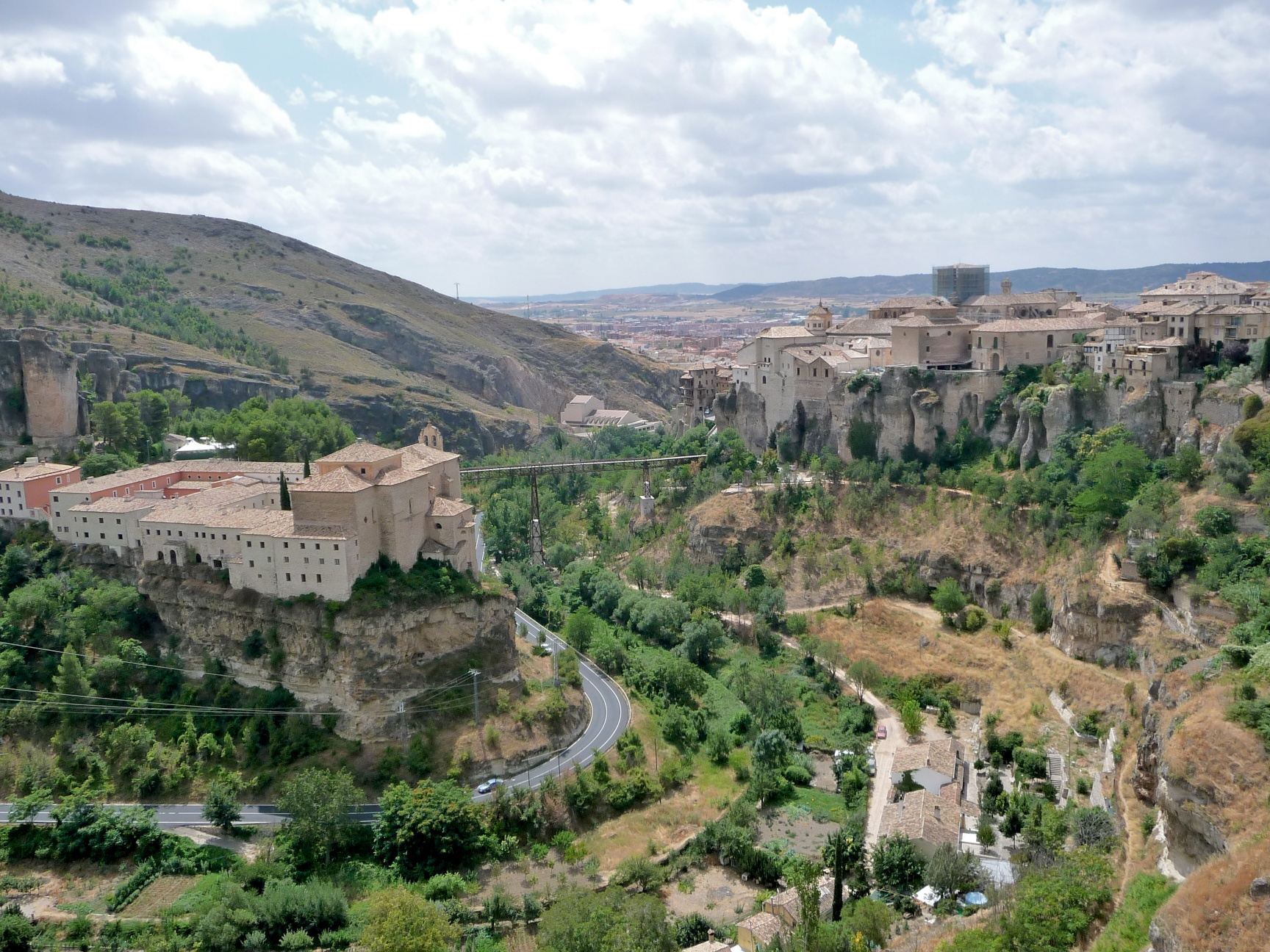
Hoz del Huécar

Aunque en época andalusí no se había desarrollado ningún arrabal, la muralla cerraba por el sur a lo largo del río Huécar (actual calle de los Tintes), quedando el espacio comprendido entre esta muralla y el alcázar como albarrana, lugar en que pacía el ganado en tiempo de peligro. La parte más vulnerable de esta fortificación era el punto donde el Huécar se une con el Júcar, y allí (en la zona del actual puente de la Trinidad) se formó, con ayuda de unas compuertas, la buhayra, una pequeña laguna que además de abastecer de agua los campos, hacía el acceso infranqueable. La mezquita aljama debió situarse bajo la actual catedral, mientras que el zoco se celebraba en la entrada de la ciudad, posiblemente en las cercanías del barrio de San Martín. Además, a lo largo del río Júcar se dispusieron diversos molinos
La ciudad cristiana se adaptó a este trazado y alrededor del siglo XIV se consolidó la parte baja de la ciudad antigua. La judería se encontraba en la zona del alcázar, rodeada por un adarve con varias puertas, mientras que la morería, de reducidas dimensiones, estaba pegada a la muralla del Júcar. La ciudad, aun sin un trazado concreto, estaba organizada en torno a dos ejes. El primero, longitudinal y principal, atravesaba la ciudad desde el puente de la Trinidad hasta el barrio del Castillo. El segundo, transversal, une la puerta de Valencia con la puerta de San Juan.

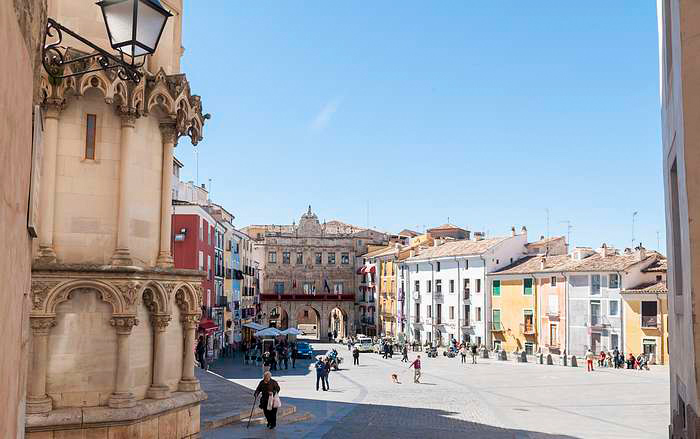
Plaza Mayor y Ayuntamiento

Uno de los principales espacios de la ciudad es su plaza Mayor, ubicada en el centro del eje longitudinal que atraviesa la ciudad antigua, del que es centro neurálgico. Tiene una ligera forma triangular y sus límites los marcan la catedral, la casa consistorial y el convento de las Petras. No se convirtió en la plaza principal de la ciudad cristiana hasta el siglo XV, cuando sustituyó a la plaza del Carmen (entonces de la Picota) en sus funciones de reunión del Concejo.
La plaza de Mangana ocupa el solar del antiguo alcázar y en ella se hallan la torre de Mangana y el Monumento a la Constitución de Gustavo Torner. Ha sido objeto de importantes campañas arqueológicas hasta finales de 2010, comenzándose entonces las obras de musealización que pretenden integrar los hallazgos arqueológicos con la función de plaza pública que se perdió con el inicio de las excavaciones. Los principales restos que se integrarán en el edificio son los del antiguo alcázar, de una sinagoga y de la iglesia de Santa María de Gracia.

## Cultura

### Museos

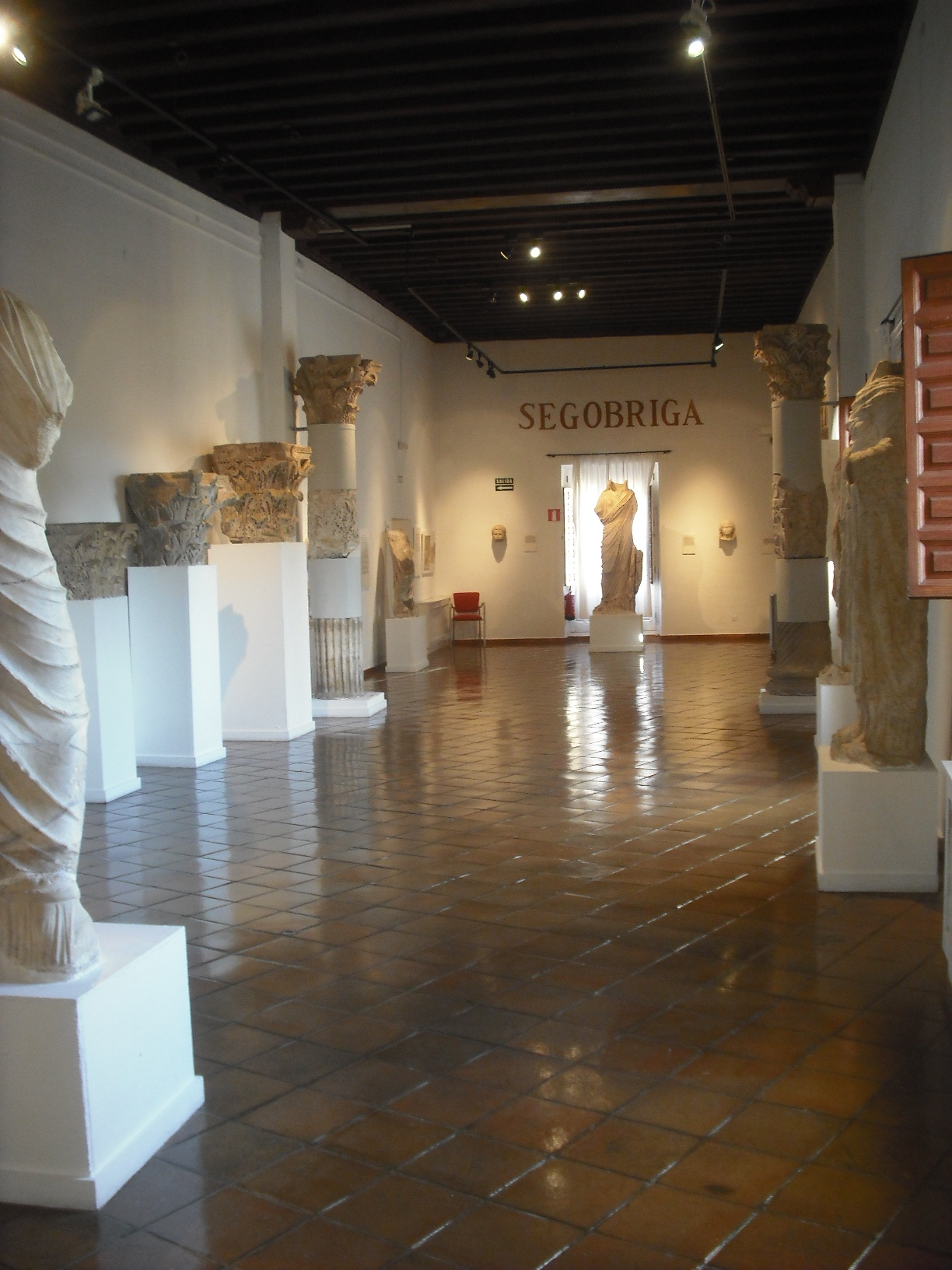
Sala dedicada a Segóbriga en el Museo de Cuenca

- Museo de Cuenca: está situado en la llamada Casa del Curato y presenta los hallazgos arqueológicos y la historia de toda la provincia de Cuenca,[12] desde el Paleolítico hasta la Edad Moderna.[14][64] Destacan las tres salas dedicadas a las ciudades romanas de Segóbriga, Ercávica y Valeria,[14] así como una estatua de Lucio César, ejecutada en mármol.[64] Es también remarcable su colección numismática.[64]

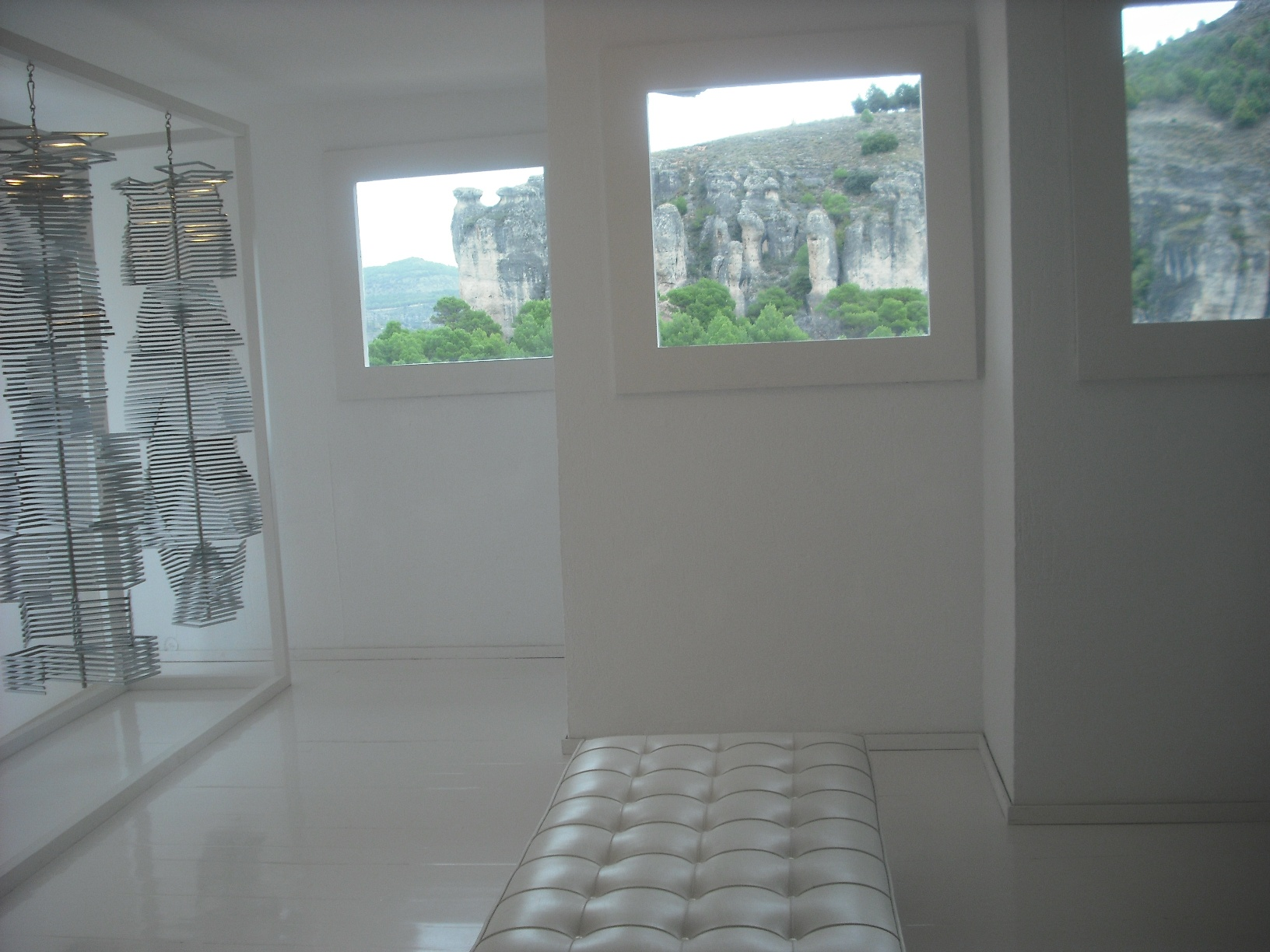
Museo de Arte Abstracto Español

- Museo de Arte Abstracto Español: ubicado en las Casas Colgadas,[12] presenta obras de los artistas españoles más importantes de la segunda mitad del siglo XX como Eduardo Chillida, Antonio Saura, Pablo Serrano o Manolo Millares entre otros.[14] Se abrió al público en 1966 gracias a la colaboración conjunta de Fernando Zóbel y Gustavo Torner.[65]
- Fundación Antonio Pérez:[66] situada en el antiguo convento de las Carmelitas (siglo XVII) es un reconocido espacio de arte contemporáneo.[14] Alberga obras de Millares, Gordillo, Torner, Antonio Saura, Zóbel, Canogar, Brossa y Warhol entre otros. Destaca la colección personal de objetos encontrados de Antonio Pérez.[7][12]
- Museo de las Ciencias de Castilla-La Mancha:[67] se ubica en el Antiguo Asilo de Ancianos Desamparados,[57] que se amplió considerablemente para la instalación del museo.[68] Está dividido en cuatro salas temáticas, más el distribuidor y el Planetario. Presenta, de manera didáctica y dinámica, un buen número de temas científicos, desde astronomía y energías renovables hasta geología o biodiversidad.[69]
- Colección Roberto Polo. Centro de Arte Moderno y Contemporáneo de Castilla-La Mancha: también conocida como CORPO, es una institución cultural dedicada a la conservación, investigación y difusión del arte moderno y contemporáneo. Se ubica en la antigua iglesia de Santa Cruz, del siglo XVI. Posee una colección de obras del siglo XIX y XX.[70]
- Museo Paleontológico de Castilla-La Mancha: en sus exteriores y en sus salas se encuentran réplicas a escala natural de dinosaurios y otros animales prehistóricos así como recreaciones de hábitats. Alberga una valiosa colección de fósiles procedentes de los yacimientos conquenses de Lo Hueco y de las Hoyas, dos de los más completos e interesantes de Europa.Museo Paleontológico de Castilla-La Mancha (MUPA)

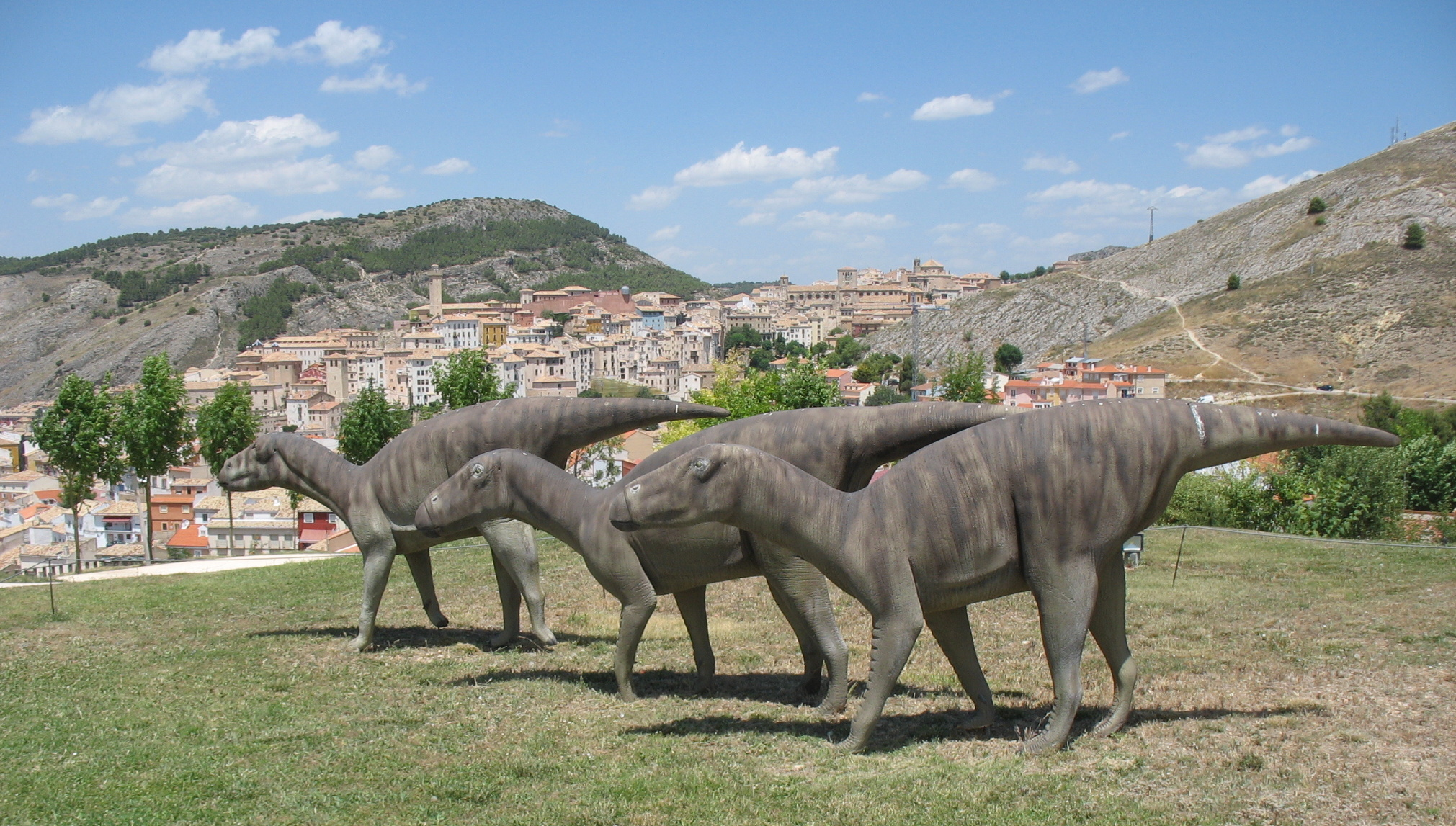
Museo Paleontológico de Castilla-La Mancha (MUPA)

- Tesoro Catedralicio: es un pequeño museo situado en el interior de la catedral. Contiene obras de Pedro de Mena, así como de García Salmerón y Martín Gómez el Viejo, entre otros.[71]
- Museo Diocesano de Arte Religioso: ubicado en el Palacio Episcopal, se inauguró en 1983.[14] El edificio cuenta con varias inscripciones árabes del siglo XII, aunque se reformó considerablemente en el siglo XVI. Destacan unas obras de El Greco, un calvario flamenco del círculo de Gérard David y varias tablas de la escuela conquense de pintura. Entre las obras escultóricas, destaca el Calvario de Alfonso VIII, de finales del siglo XII.[14]
- Museo Internacional de Electrografía:[72] se trata de un museo de investigación, ligado a la Universidad de Castilla-La Mancha. Muestra una colección de más de 4000 obras de arte electrográfico y digital, realizadas mediante métodos relacionados con las nuevas tecnologías de producción, reproducción y gestión de imágenes.[73]
- Espacio Torner:[74] está ubicado en la iglesia gótica aneja al antiguo convento de San Pablo, actual Parador Nacional. y presenta las obras del pintor conquense Gustavo Torner,[14] promotor del Museo de Arte Abstracto.[12][50]
- Museo de la Semana Santa:[75] se sitúa en la calle Andrés de Cabrera, 13,, en la que fue casa de la familia Girón y Cañizares.[51] Expone las vivencias y emociones de la Semana Santa conquense en un montaje multimedia en el que se han utilizado las últimas tecnologías museográficas.[14]

### Fiestas
- Semana Santa en Cuenca:[76][77] está declarada de Interés Turístico Internacional.[14] En ella destaca la procesión Camino del Calvario, popularmente conocida como Las Turbas.[14]

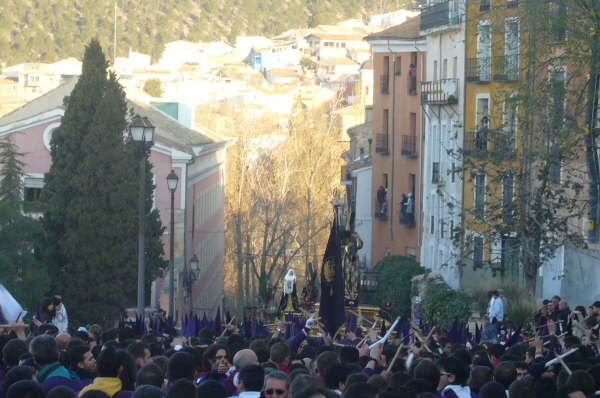
Las turbas de Cuenca desde la calle Palafox

- Semana de la Música Religiosa:[78] se trata de un festival de gran calidad, declarado de Interés Turístico Internacional.[15] En él tocan algunos de los artistas más prestigiosos de la música religiosa, promoviéndose tanto la recuperación de este patrimonio cultural como la composición de nuevas obras.[15]
- Fiestas de San Julián: se celebran a finales de agosto acompañadas de una feria de artesanía,[12] así como de numerosas actividades, desde desfiles hasta obras teatrales, pasando por conciertos al aire libre y corridas de toros.[79]

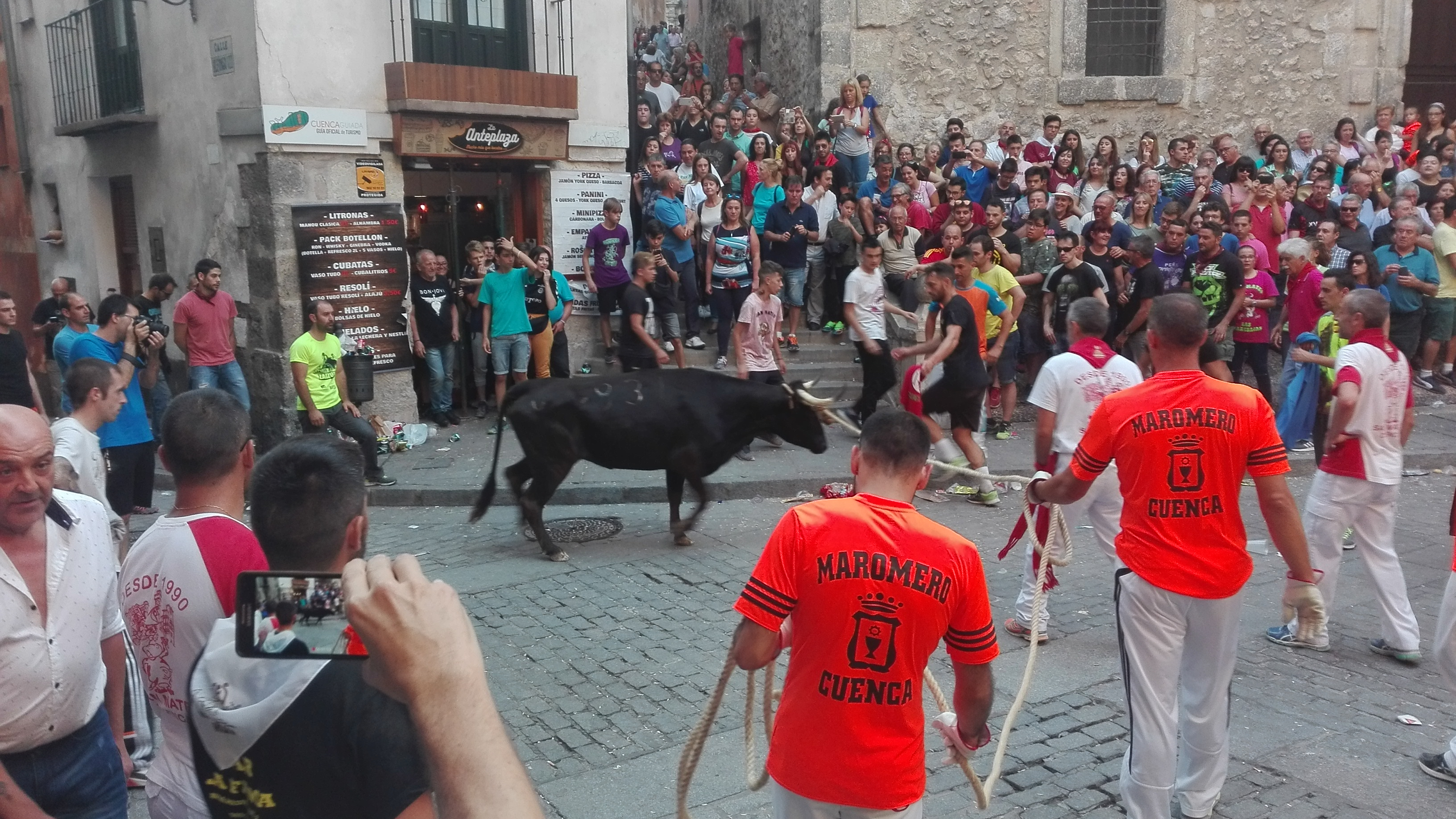
La vaquilla. Fiestas de San Mateo

- Fiestas de San Mateo: se celebran del 18 al 21 de septiembre[12] y están declaradas de Interés Turístico Regional. Rememoran la conquista de Cuenca por Alfonso VIII de Castilla, y dice la tradición que llevan celebrándose desde la misma conquista, aunque el primer documento conocido que estipula e instituye la fiesta data del 19 de septiembre de 1581.[29] La celebración se centra ya desde entonces en dos actos. El primero es el paseo del estandarte de Alfonso VIII, que deja su residencia habitual en la catedral para pasar una noche en el Ayuntamiento.[80] El otro consiste en correr vaquillas enmaromadas en el improvisado coso de la plaza Mayor.[14] En los últimos años se está debatiendo la realización de un cambio en las fechas de celebración de esta fiesta tan popular a nivel nacional, debido al gran número de ciudadanos que se encuentran ausentes por motivos laborales en horario semanal. Se plantea, por tanto, llevar a cabo esta celebración en el fin de semana posterior al 18 de septiembre.

### Gastronomía

#### Gastronomía rural

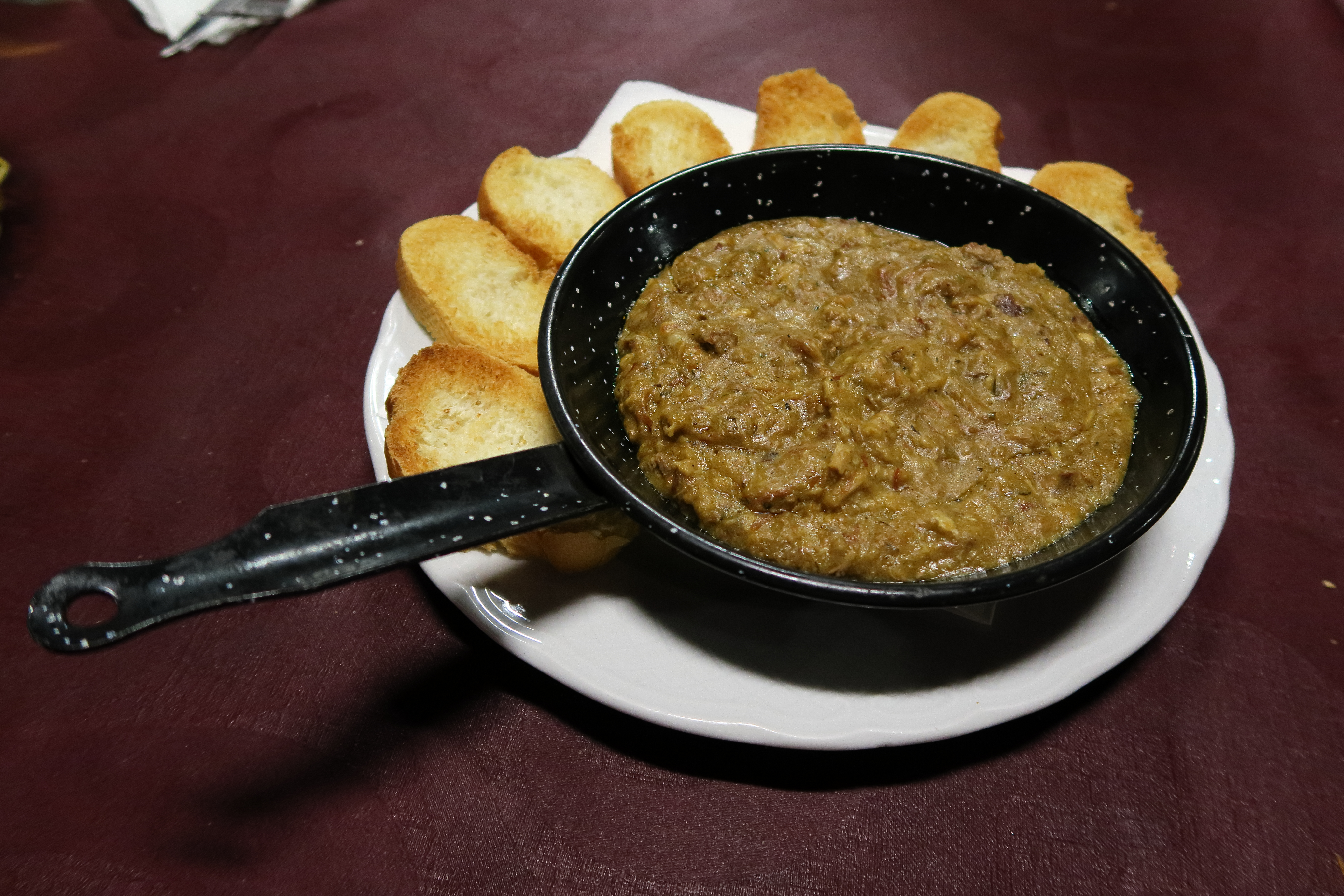
Morteruelo, uno de los platos típicos de la zona

La cocina de la provincia de Cuenca nos trae a la mente platos hechos por pastores, arrieros y cazadores, hombres que hacen frente, a través de la energía proporcionada por la comida, a un clima duro, donde se pasa del calor al frío casi sin hacer escalas y en una región que brinda muchos productos para que sean utilizados.
La carne de caza, encabezada por la perdiz, se encuentra presente en multitud de platos, como el morteruelo, aunque se puede emplear carne de gallina en su lugar. Otras carnes, como el cordero, presente en casi toda La Mancha, también encuentran su lugar en tierras conquenses. Recetas como los zarajos, o las chuletas de lechal al rescoldo de la sierra, son muy interesantes, sabrosas e ideales para degustar todo el sabor de esta carne. Platos tradicionales como el ajoarriero, elaborado con bacalao y ajos (excelentes los de Las Pedroñeras). Los gazpachos galianos sobre pan ácimo hechos con variadas carnes de caza, las migas, las calderetas, complementan esta cocina basada en la carne y añaden sabores diferentes.

#### Vinos y licores

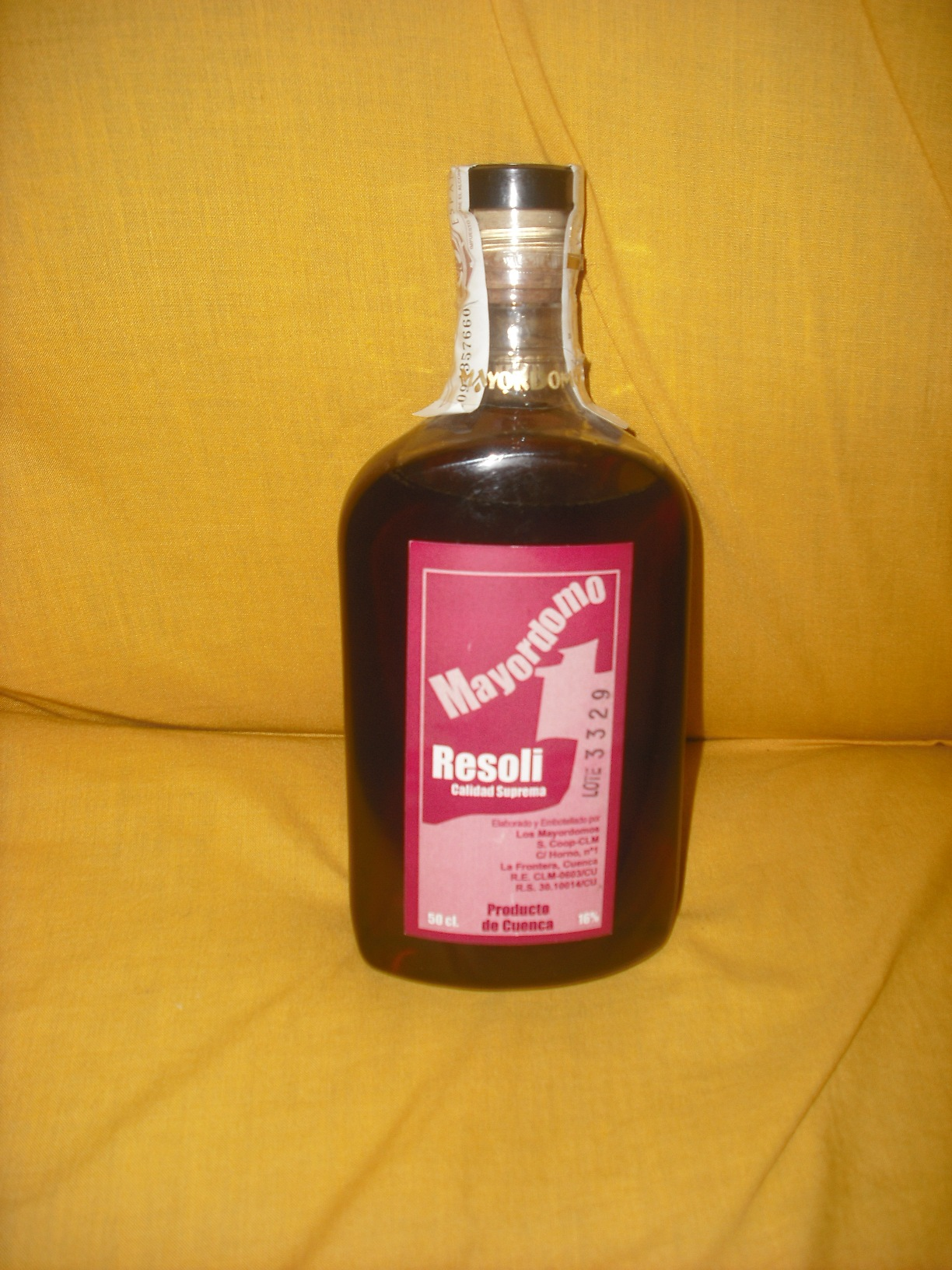
Botella de resolí, el lícor típico de la ciudad

En esta provincia se produce vino de Denominación de Origen La Mancha, blancos y tintos son muy interesantes y, recientemente, ligeros y afrutados, cuando son jóvenes. Muy típico de la ciudad de Cuenca es el resolí, un licor elaborado con aguardiente, café, canela, corteza de naranja y azúcar.

#### Cocina cuaresmal
El protagonismo de la carne, desaparece de los fogones conquenses con la llegada de las fiestas de Semana Santa. Los potajes, las garbanzadas con bacalao y espinacas, las judías blancas o las patatas al Ajovirón, asumen el estrellato, dando un giro a la gastronomía tradicional. Las verduras, cocidas en agua y sal, dan un toque de sencillez en el que, sin embargo, sorprenden los sabores naturales. Las truchas, de ríos y arroyos conquenses, frescas y sabrosas, también adquieren protagonismo en las mesas con la llegada de esta época.[cita requerida]

#### Dulces
La oferta dulcera de la provincia de Cuenca es amplia y muy variada. Destaca el alajú, un dulce de origen árabe elaborado con miel, almendras y miga de pan, aunque también hay versiones que sustituyen la almendra por nueces o higos. También son dignas de mención las torrijas empapadas en leche (sobre todo en las citadas fiestas de Semana Santa), los bizcochos de canela, las obleas, el pan de pasas o las rosquillas fritas.

### En las artes y la cultura popular
La ciudad ficticia de Seize, en la que se ambienta la serie de animación japonesa Sonido del cielo, está inspirada en la ciudad de Cuenca.

### Deporte
El club deportivo de más trascendencia de la ciudad es la Unión Balompédica Conquense de fútbol, fundado en 1946, y que disputa sus encuentros en el Complejo Deportivo La Fuensanta.
También existe el Club Deportivo Cuenca, fundado en 1943 de la fusión del Cuenca CF y el UD La Mancha y que juega en la Primera Autonómica de Castilla - La Mancha. En esa misma categoría se encuentra la Agrupación Deportiva San José Obrero, que disputa sus encuentros en el recinto Obispo Laplana.
En atletismo, cuenta con el Club Atletismo Cuenca que sus integrantes disputan los Campeonatos de España.
En balonmano, la ciudad cuenta con el Club Deportivo Básico Balonmano Ciudad Encantada (Incarlopsa Cuenca) que se encuentra en la Liga Asobal, la máxima categoría española.

## Ciudades hermanadas
- Cuenca (Ecuador)[84]
- L'Aquila (Italia)
- Plasencia (España)[85]
- Ronda (España)[86]
- Paju (Corea del Sur)
- Taxco de Alarcón (México)[87]
- Bollène (Francia)
- Cerreto Sannita (Italia)